# Bryophyte
Bryobiotina
Ne doit pas être confondu avec Bryophyta.
Sous-règne

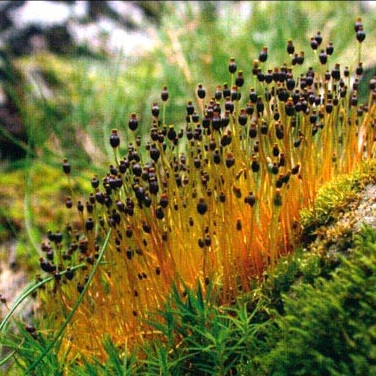
Les ' vivent comme ' sur les excréments d'animaux herbivores ou de cadavres dans les milieux humides (tourbières, pâturages, forêts). Leurs sporophytes aux couleurs voyantes produisent comme certaines fleurs cadavres une odeur fécale pour attirer des mouches sapromyophiles et assurer la dispersion de leurs spores collantes qui se fixent
sur le thorax des diptères.

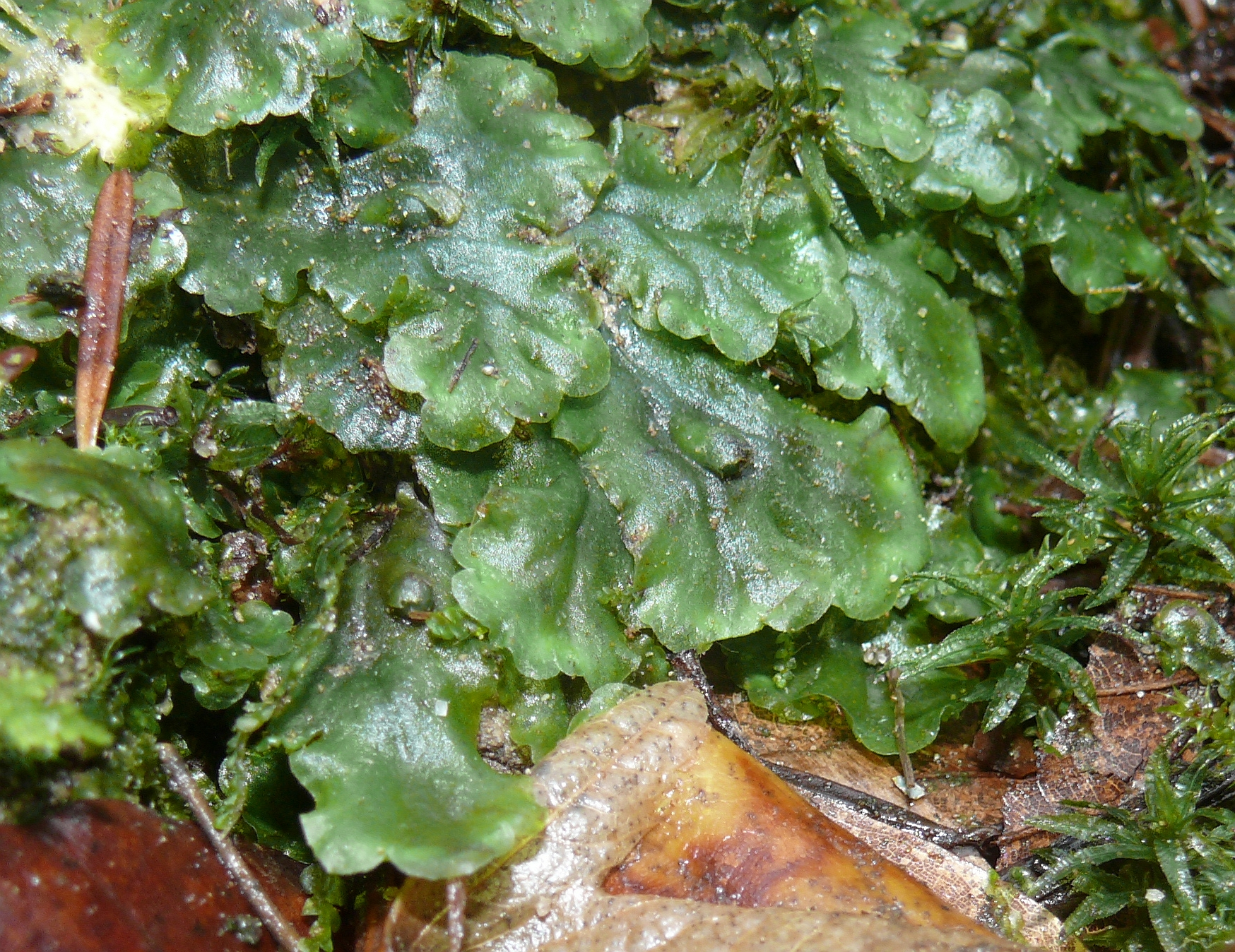
Pellie épiphylle, une des hépatiques les plus communes.

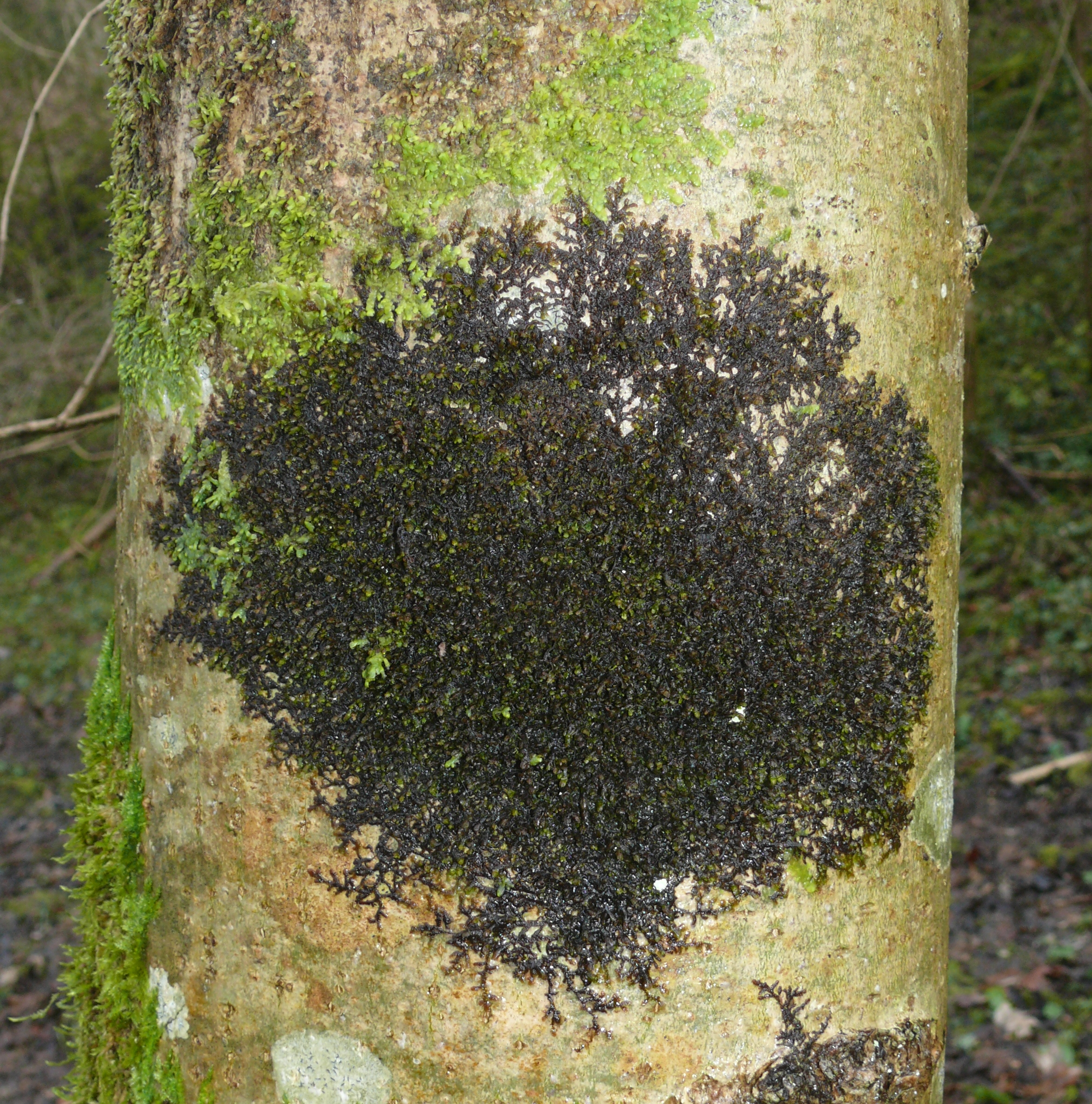
La Frullane dilatée, petite hépatique responsable d'une dermatite de contact.

Les bryophytes sont des plantes terrestres thalloïdes ou feuillées non vascularisées. Parmi les plantes actuelles, les bryophytes terrestres et les bryophytes aquatiques sont celles qui ont conservé le plus de caractères des premières plantes ayant colonisé la terre ferme. Les ancêtres de toutes les plantes terrestres, donc des bryophytes, sont des algues vertes, Charophyceae.
Même si certaines structures anatomiques leur permettent de résister à la dessiccation, les bryophytes sont encore extrêmement dépendantes de l'eau ou des milieux humides, ou en tout cas d'une hygrométrie minimale au moment de leur reproduction. Cette exigence n'empêche pas une grande plasticité écologique qui leur permet de vivre dans toutes les régions du globe, de l'équateur jusqu'aux pôles.
Pris au sens large, c'est-à-dire celui des classifications traditionnelles, le terme « bryophyte » s'applique aux trois embranchements de plantes terrestres qui ne possèdent pas de vrai système vasculaire : les Marchantiophyta (hépatiques), les Bryophyta s.s. (mousses, sphaignes) et les Anthocerotophyta (anthocérotes), regroupés dans le sous-règne des Bryobiotina du règne des Chlorobiota,. Au sens strict de la botanique, l'embranchement des Bryophyta ne concerne donc que les mousses et les sphaignes (à l'exception donc des Marchantiophyta et des Anthocerotophyta).
Avec près de 25 000 espèces de mousses et sphaignes, 9 000 espèces d'hépatiques (Marchantiophyta) et 300 espèces d'anthocérotes, les bryophytes constituent le second groupe de végétaux terrestres, après les Dicotylédones.
Composants importants des biotopes forestiers et montagnards, les bryophytes sont une source majeure de la biodiversité spécifique des environnements frais ou humides et contribuent de façon non négligeable à la structure et au fonctionnement des écosystèmes que ce soit en termes de dynamique écologique, de formation des sols et plus largement dans les cycles biogéochimiques et la régulation des climats.

## Historique

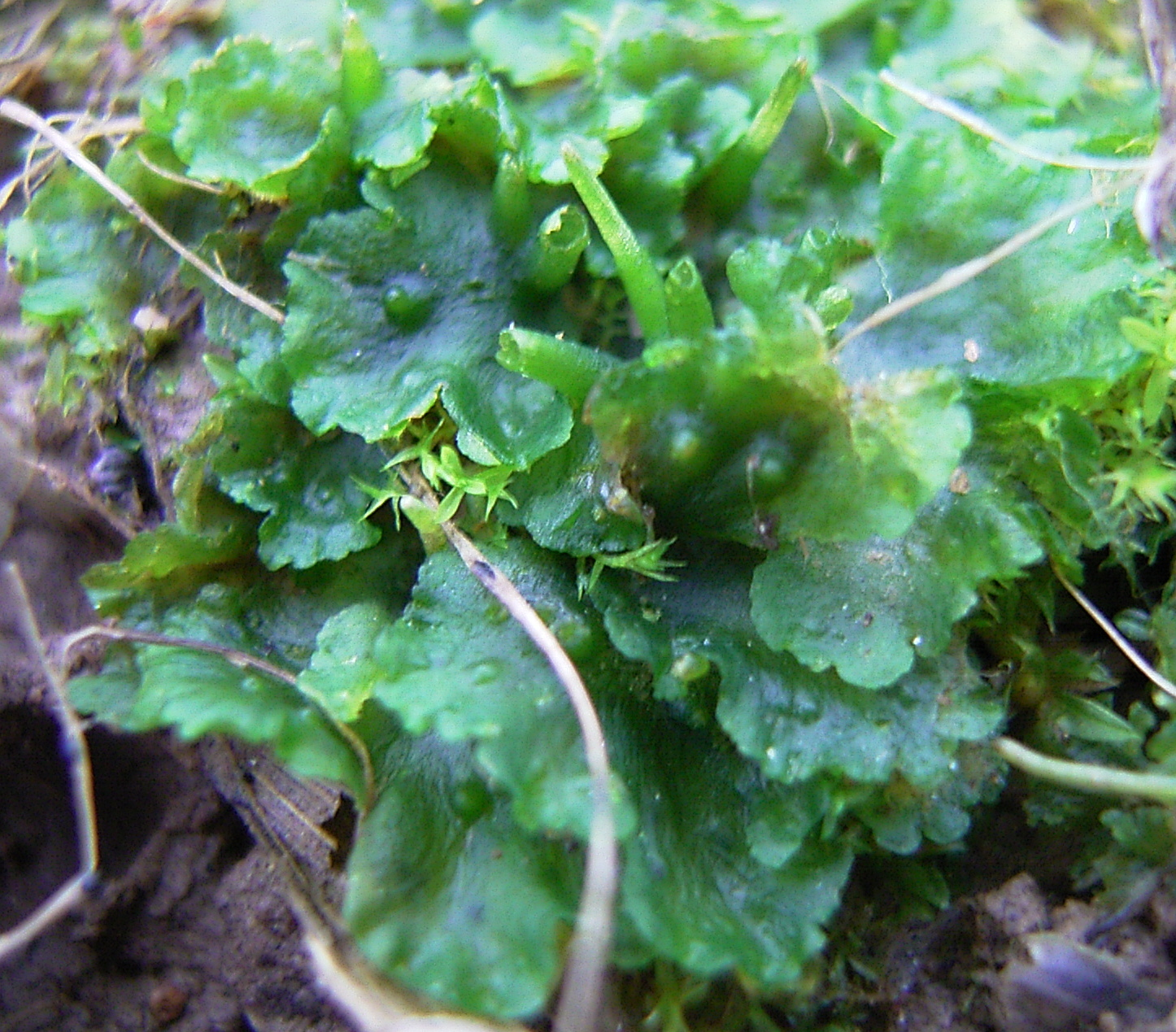
Phaeoceros laevis.

Connues et utilisées depuis la nuit des temps, les bryophytes ne font l'objet d'une attention particulière que depuis la fin du XVIIIe siècle, le seul ouvrage consacré exclusivement aux mousses avant étant l'Historia muscorum de Johann Jacob Dillenius publié en 1741. Au cours des siècles précédents, les bryophytes, comme les autres cryptogames (taxon désormais non valide comprenant les algues, les lichens, les fougères), sont en effet peu étudiées compte tenu de leur petitesse, de leur organe reproducteur non visible et du peu d'avantages que l'Homme arrive à en tirer. En 1784, Johannes Hedwig, « père de la bryologie », en fait un ensemble véritablement naturel, subdivisé en Musci frondosi (Mousses) et Musci hepatici (Hépatiques). En 1789, Jussieu propose une classification naturelle dans son Genera plantarum et est le premier à utiliser le terme de mousse pour représenter cet ensemble qu'il classe dans les « plantes sans fleurs » avec les Fungi (champignons), Algae (algues) et Filices (fougères). Le terme Bryophyte est inventé en 1864 par le botaniste allemand Alexander Braun qui accole deux mots grecs, bryo (« mousse ») et phytos (« plante »).
Les classifications phylogénétiques récentes intègrent les bryophytes dans le taxon monophylétique des Embryophytes, plantes terrestres comprenant les « cryptogames » (Bryophytes et Ptéridophytes). La systématique phylogénétique suggère également qu'elles sont un groupe paraphylétique (la monophylie ou la polyphylie de ce taxon a longtemps été discutée), abandonné par les cladistes mais conservé comme grade évolutif par les systématiciens évolutionnistes. Il comporte trois phylums : les Marchantiophytes (hépatiques), les Bryophytes s.s. (mousse, sphaigne) et les Anthocérotophytes (anthocérotes).

## Cycle de vie

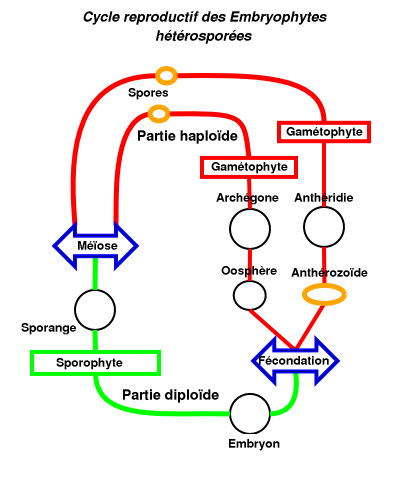
La plus grande partie du cycle de vie s'effectue sous la forme de gamétophytes mâles ou femelles (en rouge).

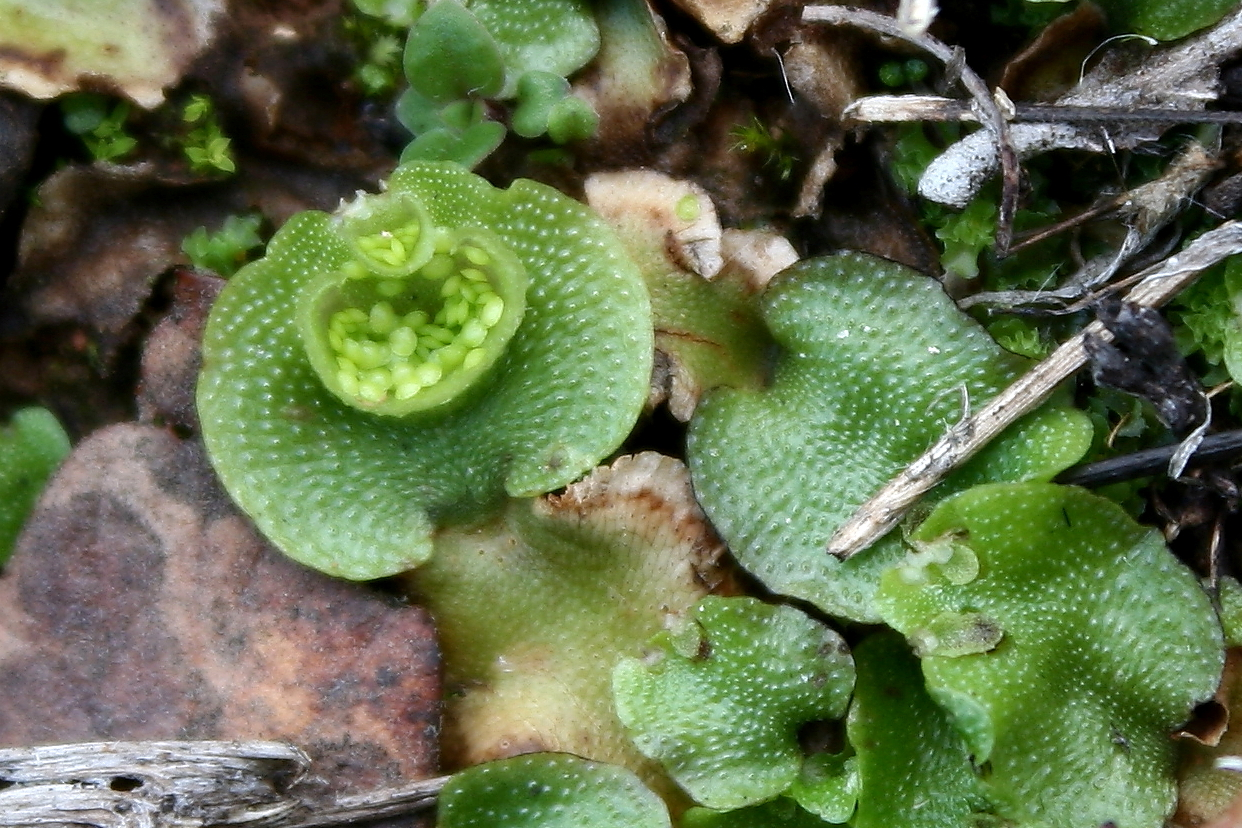
Corbeille à propagules sur le thalle de Lunularia cruciata.

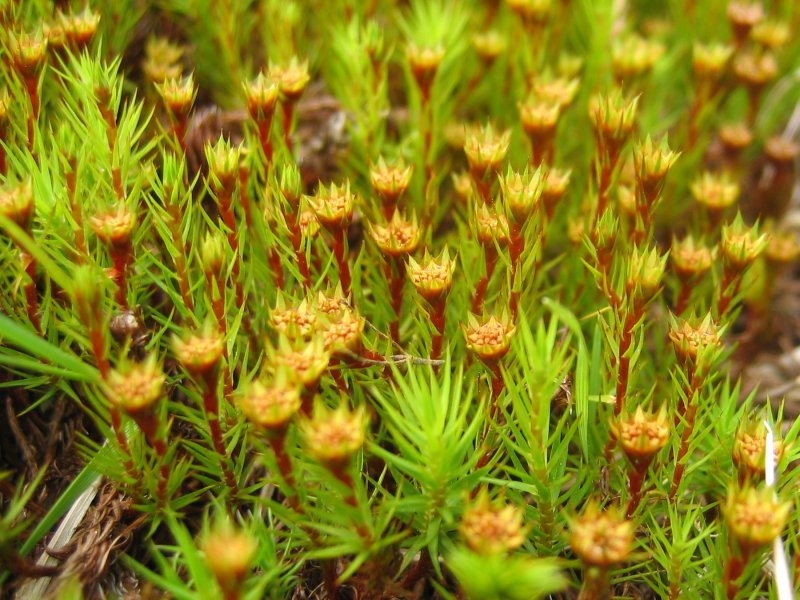
Pied mâle de Polytrichum strictum terminé par un involucre de petites feuilles écailleuses, la croissance reprenant au centre une fois les anthéridies jaunes vidées.

Diagramme descriptif d'une mousse typique et de son cycle de vie.

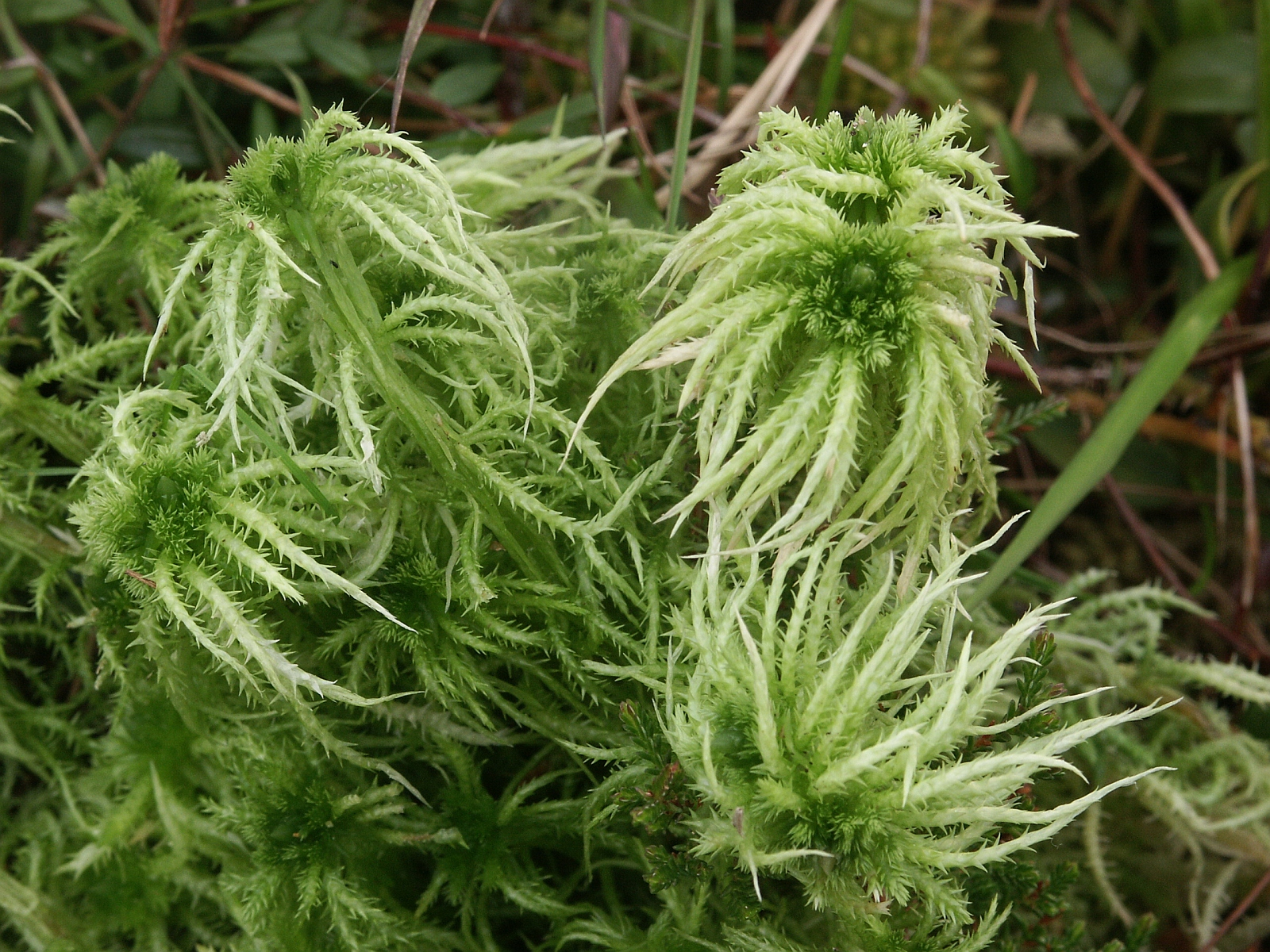
Les sphaignes, par leur capacité à se gorger d'eau et en accumuler, jouent un rôle important dans les écosystèmes, tourbeux notamment, y compris en termes de puits de carbone.

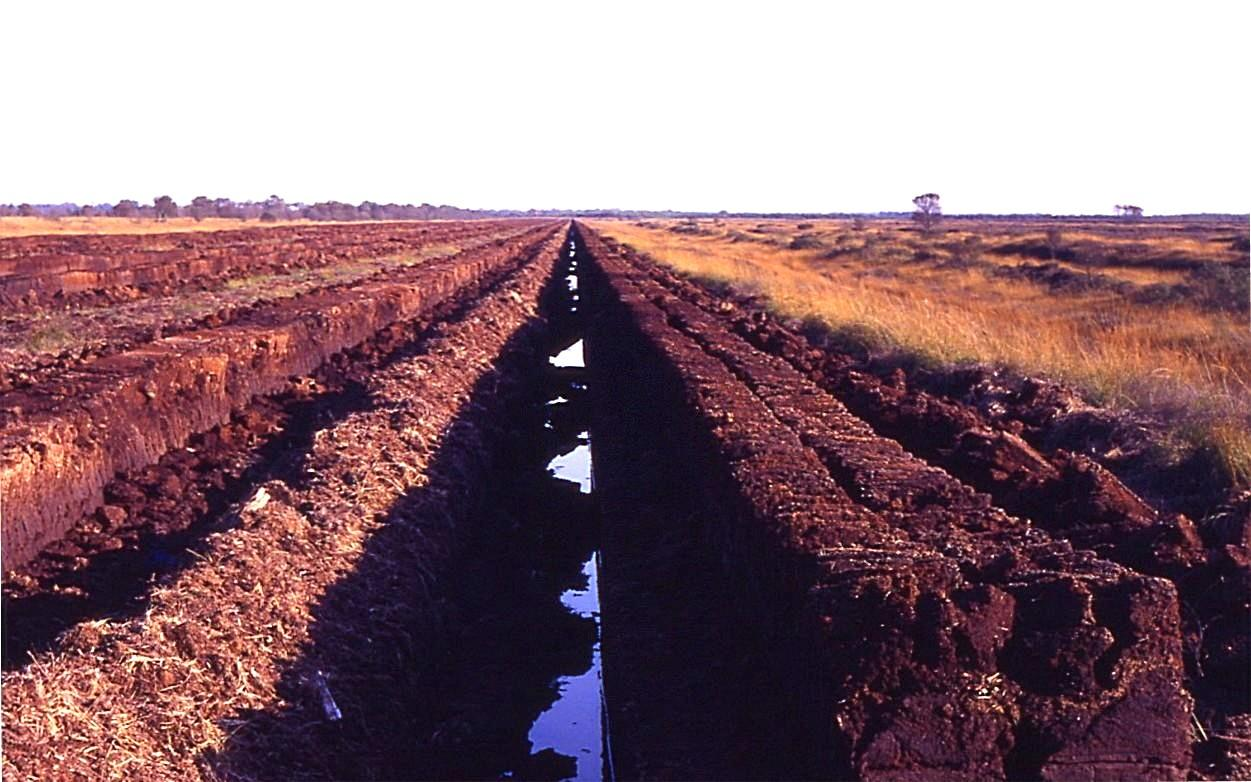
Ce sont des bryophytes (sphaignes) qui sont à l'origine d'une grande partie de la tourbe des tourbières acides.

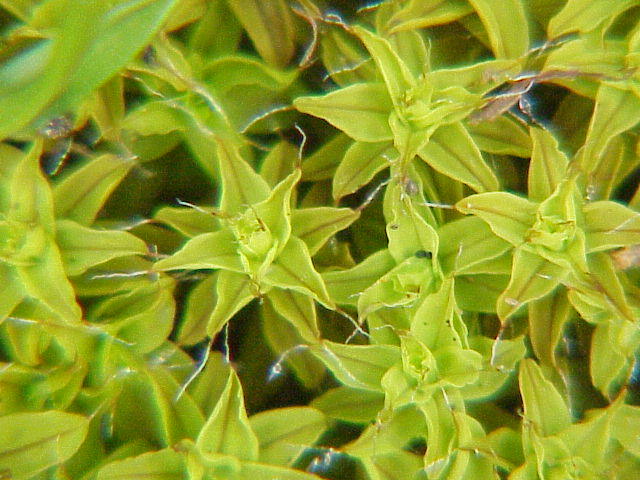
Les mousses ont une capacité importante d'interception d'aérosols et particules, qui constituent la majeure partie de leur nutrition. Les poils hyalins qui prolongent les feuilles de la Tortule des murailles favorisent cette interception.

Comme pour les algues vertes et les plantes vertes, le cycle de vie présente une alternance de sporophytes (ou sporogone) et de gamétophytes, mais, comme pour toutes les Embryophytes, les anthérozoïdes (ou spermatozoïdes) sont protégés (et formés) par des anthéridies et les oosphères par des archégones (caractères partagés avec les plantes vasculaires). Les mousses forment souvent, au sommet de leur axe, une couronne de feuilles plus grandes, appelée soit anthéridiophore soit archégoniophore, qui porte à leur sommet les structures fertiles (anthéridies et archégones) en forme de corbeilles qui renferment ainsi les gamétanges. Dans ces organes sexuels, les gamétanges sont généralement séparés par des poils stériles (appelés paraphyses) qui jouent un rôle protecteur contre la dessiccation en favorisant la rétention d'eau par capillarité.
La fécondation est une zoïdogamie aquatique (oogamie), les anthérozoïdes (ou spermatozoïdes) ciliés, libérés de l'anthéridie par gélification et rupture de la paroi, sont entraînés par les gouttes d'eau de pluie ou de rosée, retenue par les feuilles ou les thalles (ou par les éclaboussures de gouttes de pluie lorsque les mousses sont dioïques) dans lesquelles ils se déplacent pour atteindre l'oosphère (la distance maximale de dispersion des spermatozoïdes étant d'une dizaine de centimètres). L'embryon qui en résulte est nourri et protégé par le gamétophyte (matrotrophie).
Le sporophyte non ramifié fixé sur le gamétophyte ne devient jamais indépendant de celui-ci.
Le gamétophyte haploïde est donc le stade dominant sous lequel se rencontre la plante alors que le sporophyte est éphémère. Il peut être monoïque (plante bisexuée) ou dioïque (plante monosexuée). Lorsqu'il est monoïque, une protandrie (maturation de l'anthéridie avancée par rapport à celle de l'archégone) permet généralement d'éviter l'autofécondation.
Les spores sont entourées d'une paroi contenant de la sporopollénine qui les protège de la dessiccation au cours de la dissémination.
Les botanistes parlent de cycle digénétique haplodiplophasique (présence de deux générations séparées, le gamétophyte haploïde et le sporophyte diploïde) qui devient de plus en plus hétéromorphe, avec prédominance du gamétophyte sur le sporophyte (sporogone).
Généralement, seule une oosphère remplie de réserves et fixée dans son réceptacle est fécondée et conduit à la production d'un sporophyte (monosétie). Il arrive que plusieurs oosphères d'un même réceptacle soient fécondées, aboutissant à la production de plusieurs sporophytes. Ce phénomène est appelé polysétie.
Dans certains cas, en particulier chez les anthocérotes, les gamétophytes sont bisexués et nourrissent alors de nombreux sporophytes.
- Après la fécondation, l'embryon matrotrophe est porté par le gamétophyte femelle. Le sporophyte embryonnaire se développe pour donner un sporophyte mature souvent formé d'un pédicelle (plutôt appelé soie chez les mousses et pseudopode chez les sphaignes) portant une capsule. Appelée aussi urne ou sporogone, la capsule correspond au sporange où se forment dans des sporosacs (ou sacs sporifères) les méïospores qui seront à l'origine des gamétophytes. Cette capsule est entourée par une coiffe (appelée aussi calyptre) qui provient du développement de l'archégone. Constituée d'une fine membrane qui protège la capsule, cette coiffe se déchire et disparaît à la maturité du sporophyte. Le sporange libère les spores mâles et femelles (sauf dans le cas des gamétophytes bisexués) qui sont dispersés principalement par le vent (parfois par les mouches chez les Splachnaceae (en)[2]). La plupart des spores tombent au sein de la colonie parentale avant de germiner sous forme de protonema, lequel donne, après une phase de croissance et de développement, les gamétophytes[19].

- Les stades mobiles (en jaune dans le schéma) sont principalement les spores pour lesquelles les mousses ont développé des mécanismes assurant leur dispersion (capsule explosive des sphaignes, fentes de déhiscence des andréales, péristome des vraies mousses) et les anthérozoïdes (ou spermatozoïdes) avant la fécondation.

Les bryophytes peuvent se multiplier de façon végétative par fragmentation (bouturage naturel par brisure de feuilles, de rameaux). Certaines hépatiques ont développé des structures de dispersion spécialisées, les propagules (bourgeon, bulbille). Des structures particulières (gemmules, bulbilles) existent aussi chez certaines mousses. Tous ces éléments sont principalement dispersés par le vent, mais il existe des vecteurs animaux, tels que les chauves-souris, les fourmis, les limaces. L'allocation des ressources (correspondant à l'allocation de nutriments) reflète l'existence de compromis évolutifs entre deux traits biologiques, la reproduction sexuée favorisée pendant les stades de colonisation et la reproduction asexuée favorisée au sein des colonies matures.

## Organisation fonctionnelle

### Pas de système vasculaire ou un système vasculaire rudimentaire
Les Bryophytes ne disposent pas de xylème ni de phloème (faisceaux conducteurs de l'eau et des nutriments). Ces deux tissus ne sont apparus que plus tard au cours de l'évolution, chez les plantes vasculaires. L'irrigation de l'axe feuillé (appelé caulidie) se réalise par un processus de capillarité, possible grâce à l'étroit agencement des « feuilles » sur cet axe. La « tige » et les « feuilles » (lames foliacées de l'axe) absorbent l'eau et les sels minéraux (puisés dans les eaux de ruissellement qui charrient les éléments minéraux issus de la décomposition des matières organiques et des poussières atmosphériques véhiculées) sur toute leur surface, grâce à l'épiderme faiblement cutinisé et constitué de cellules à paroi mince. Cette absorption se fait par imbibition (à travers les surfaces qui peuvent être agrémentées de poils hyalins ou de lamelles parallèles pour augmenter la surface d'échange) puis par diffusion.
Certains bryophytes (mousses tropicales, sphaignes) disposent d'ébauches de tissus conducteurs spécialisés permettant le transport de l'eau, des sels minéraux et des produits de la photosynthèse, mais ces derniers ne sont pas lignifiés : les « leptoïdes » (cellules vivantes allongées assurant la distribution des produits de la photosynthèse, l'équivalent de la sève élaborée) et les « hydroïdes » (cellules mortes allongées assurant la distribution de l'eau et des sels minéraux, l'équivalent de la sève brute). Les mousses endohydriques ont un tissu conducteur développé à la périphérie de l'axe feuillé, les mousses ectohydriques ont seulement des jonctions protoplasmiques entre les cellules, ce qui permet une circulation très localisée des nutriments. Les « feuilles » sont constituées souvent d'une seule assise de cellules chlorophylliennes, excepté dans la région médiane où plusieurs épaisseurs de cellules simulent une nervure différenciée. Le sporophyte présente un épiderme doté de stomates et une ébauche de tissu conducteur au niveau du pédicelle, qui aurait facilité la dessiccation du sporophyte, permettant, à maturité, la déhiscence des capsules et la dispersion des spores. Les stomates, en contrôlant les échanges gazeux (vapeur d'eau, gaz carbonique, oxygène) liés à la photosynthèse et en permettant la régulation des pertes d'eau, sont une innovation évolutive déterminante de la diversification des plantes terrestres. Alors que les ancêtres des plantes terrestres possédaient déjà des stomates, la majorité des mousses auraient perdu ces orifices. Elles auraient subi un processus d'évolution réductive (en) en lien avec leur mode de vie.
Les mousses possèdent cependant des tannins complexes proches de la lignine, les lignanes (biopolymères présents dans les vacuoles et les parois cellulaires). Leur appartenance aux métabolites secondaires ainsi que les caractéristiques toxiques, antifongiques ou antibactériennes de certains lignanes font émettre l'hypothèse de leur implication dans les défenses chimiques des plantes contre les herbivores et la photoprotection.
Les pseudophylles ou phyllidies n'ont pas l'histologie des vraies feuilles.
Il n'existe pas d'organes comparables aux racines chez les bryophytes dotés de « rhizoïdes » (mono ou pluricellulaires) qui les fixent au substrat mais n'absorbent pas la solution du sol. Les bryophytes ont un cormus (« tige » et « feuille », ces deux organes donnant un axe feuillé). En l'absence de photosynthèse, ce cormus se nécrose, se décolore et forme ainsi un humus primitif.
Les bryophytes ne pouvant absorber l'eau par leur rhizoïdes ont la faculté de permettre à l'eau de rentrer par toutes les parties de la plante. De plus, en cas de forte sécheresse, la plante peut entrer en état de vie ralentie (reviviscence) en attendant des conditions de développement mieux adaptées.

Microphotographie d'une coupe transversale de l'axe feuillé de Dawsonia[Note 5].
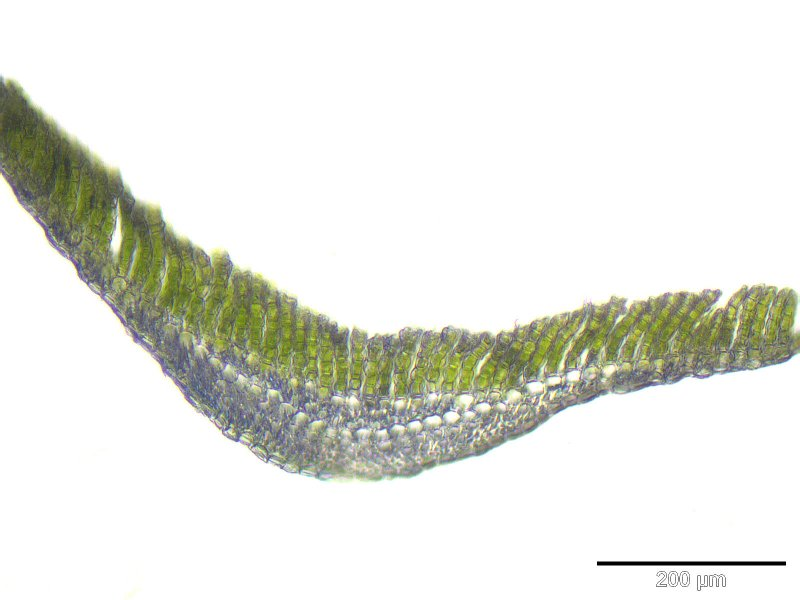
Coupe transversale de la « feuille » du Polytric commun[Note 6].
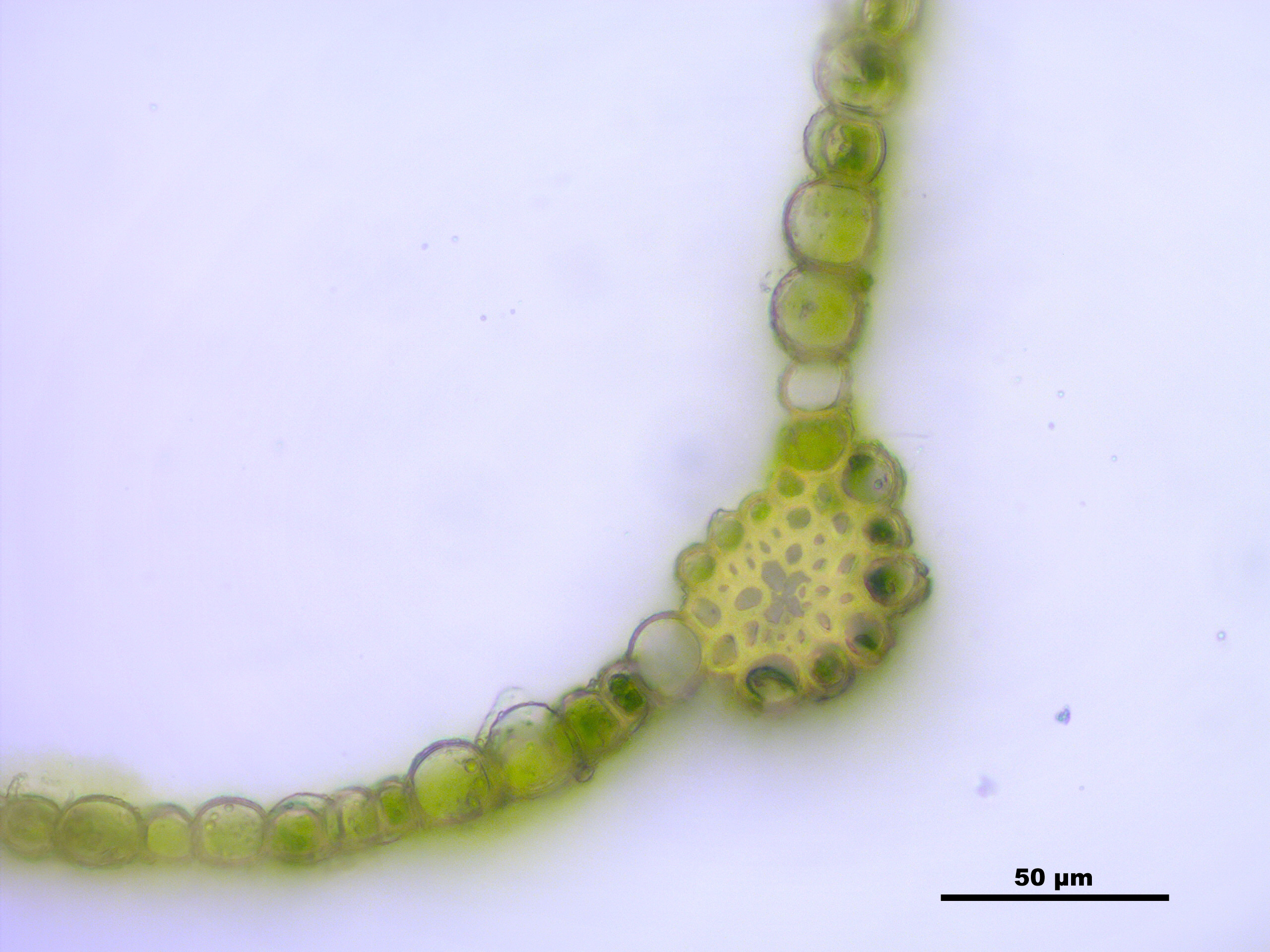
Coupe transversale d'une feuille de Philonotis caespitosa montrant la fausse nervure.

### Deux grands groupes
Les botanistes du XIXe siècle ont traditionnellement subdivisé les mousses en deux sous-groupes, selon la disposition des sporophytes sur la plante et leur aspect général :
- les mousses acrocarpes (du grec akron, sommet, et carpo, fruit) ont des « tiges » dressées portant à leur extrémité des sporogones. Elles sont très peu ou pas du tout ramifiées, souvent en touffes denses, formant des coussins ou coussinets qui présentent des caractères plutôt xérophiles et héliophiles (en raison de ce port compact en demi-sphère plus apte à lutter contre la forte exposition au soleil et la dessiccation)[Note 7] et une faible longévité ;
- les mousses pleurocarpes (du grec pleuro, côté, et carpo, fruit) ont des « tiges » très ramifiées latéralement d'où émergent les sporogones. Elles sont étalées sur leur support (tiges rampantes), et forment des tapis « moquettes » qui présentent à l'inverse des caractères plutôt hydrophiles et sciaphiles, et une plus grande pérennité du fait des grandes capacités de multiplication végétative des ramifications des tiges[37]. Cette catégorisation pratique souffre de nombreuses exceptions et n'implique pas deux groupes de parenté, même si la monophylie du groupe des pleurocarpes est supportée par des analyses génétiques[38].

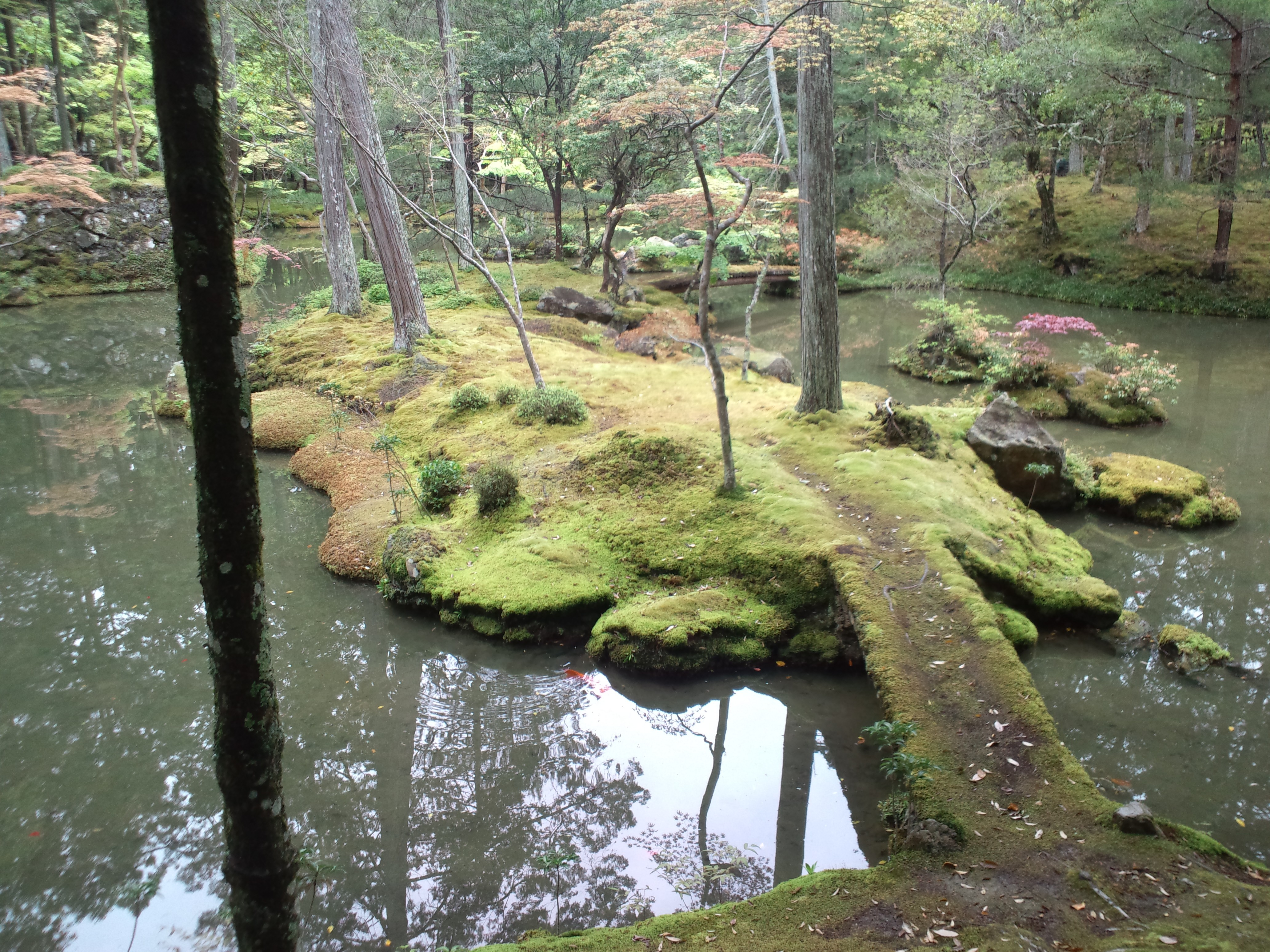
Développement de mousses en coussins.
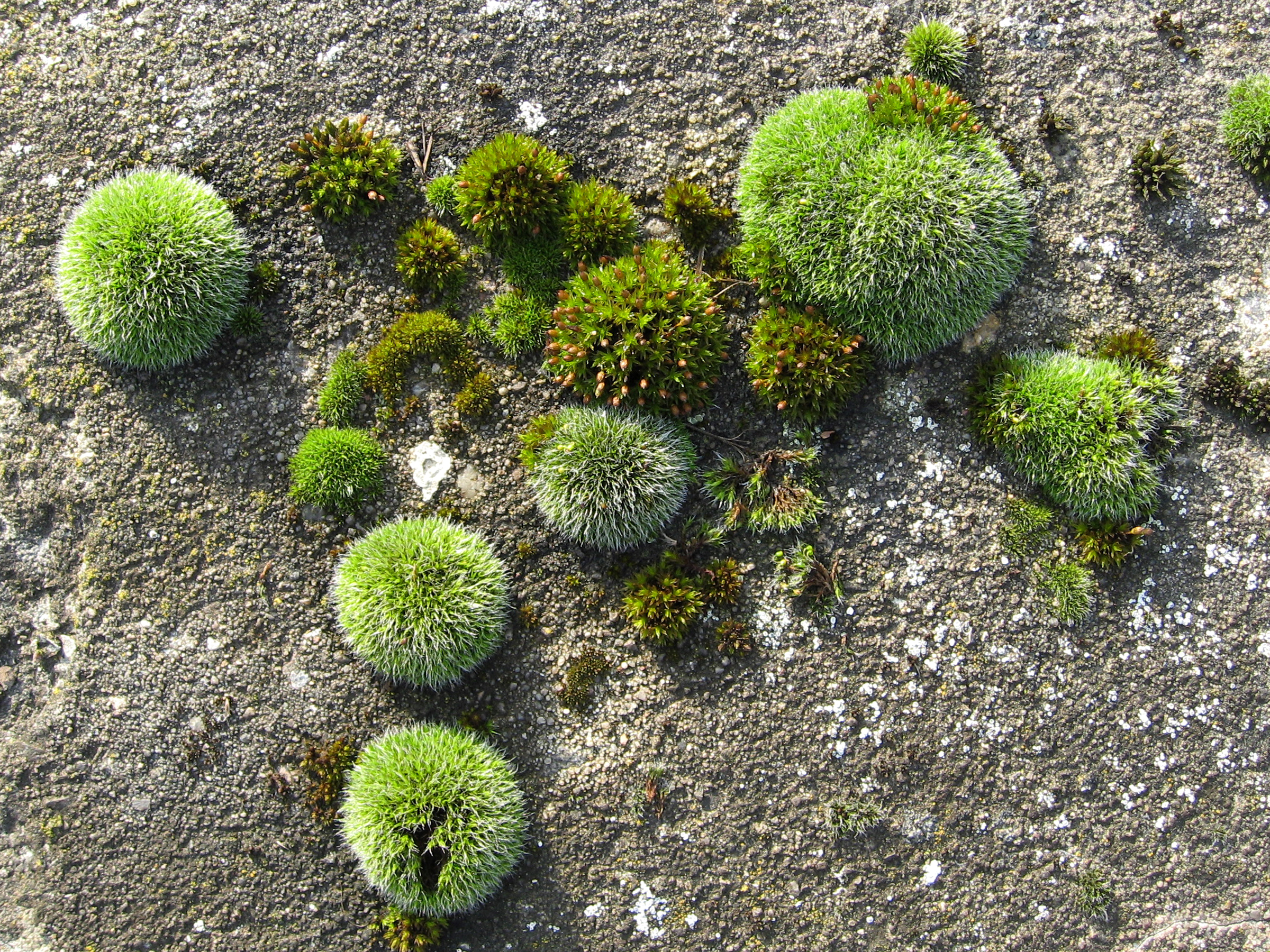
L'évaporation, en lien avec la taille des coussinets, est un facteur limitant de la photosynthèse[Note 8].
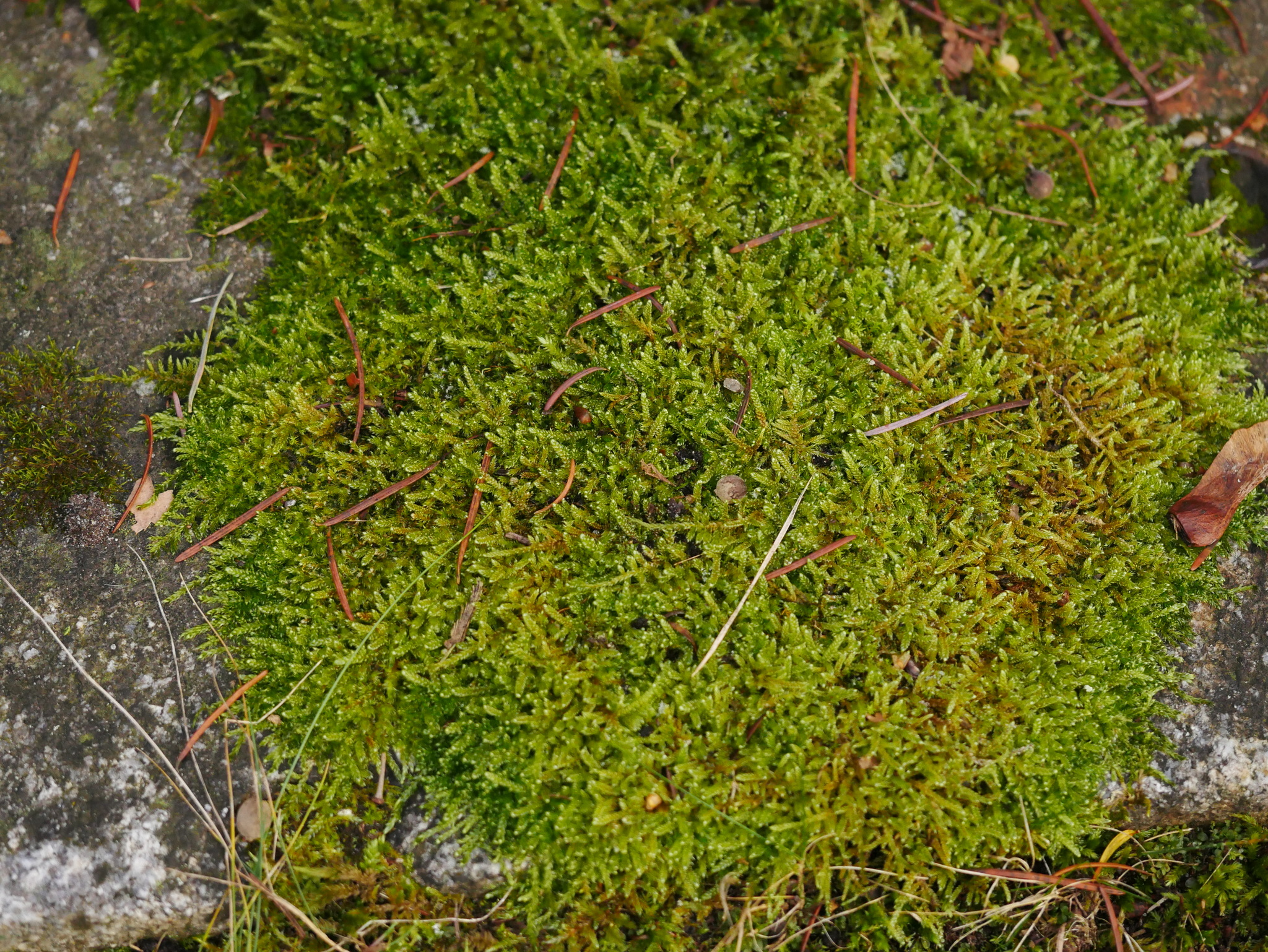
Développement de l'Hypne cyprès en tapis étendus plus ou moins denses.

### Symbioses avec des champignons
Comme les plantes vascularisées, les bryophytes peuvent profiter d'une symbiose avec des champignons.
On a encore peu de connaissances sur la diversité fongique associée aux bryophytes. Mais quelques études basées sur la biologie moléculaire ont montré qu'elle était importante.
Par exemple, en forêt boréale les bryophytes se montrent très résistantes au froid et capables de se nourrir sur des sols gelés tout ou partie de l'année. Les champignons les y aident. Il existe au nord du Canada « un ensemble écologiquement et phylogénétiquement diversifié de champignons associés aux parties vivantes de 3 bryophytes abondantes et largement distribuées (…), les Hylocomium splendens (Hedw.) Schimp. in B.S.G., Pleurozium schreberi (Brid.) Mitt. et Polytrichum commune Hedw ». Au moins 158 espèces de champignons leur sont associées dans la région étudiée. Ces champignons appartiennent surtout à la division des Ascomycota (62,8 % des cas), et à la sous-division des Basidiomycota (32 % des cas), parfois des Chytridiomycota (3,9 % des cas, considérés comme les ancêtres de tous les autres champignons) et rarement aux Glomeromycota (1,3 % seulement des cas, bien que ces champignons soient très fréquemment associés aux plantes supérieures). Les principaux ordres concernés étaient dans cette région les Helotiales (18,6 %), les Agaricales (11,5 %), les Chaetothyriales (en) (9,6 %) et les Tremellales. L'association la plus souvent repérée était l'agaric Entoloma conferendum avec Lophodermium piceae (Fckl.) Hoehn. comme endophyte associé. D'autres taxons avaient des affinités avec des Helotiales du genre Hyphodiscus (en) ou avec plusieurs basidiomycètes mycorhiziens. La plupart (72,2 %) des taxons de champignons endophytes n'ont été trouvés qu'une seule fois dans cette étude. De plus, très peu de champignons étaient associés avec l'ensemble des trois bryophytes étudiés, ce qui indique une diversité d'associations très large et peut-être certaines spécificités, qui restent à explorer.
Autre exemple, Pleurozium schreberi (la Pleurozie dorée) est une mousse qui peut fournir du phosphate et du carbone aux racines du Pin tordu colonisées par le Bolet des bouviers et qui forme des ectomycorhizes avec eux.

## Habitats et répartition

La dispersion des spores ➋ ne répond pas à une distribution gaussienne mais leptokurtique, avec une distance moyenne de dispersion de quelques centimètres du pied parent (rares événements à plusieurs kilomètres), ce qui donne une vitesse moyenne d'expansion autour du m/an. Ce paradigme d'une capacité de dispersion limitée des mousses doit être nuancé : la production de dizaines de milliers à plusieurs millions de spores par sporophyte, transportées par le vent jusqu'à des milliers de kilomètres de leur zone d'origine, contribue à la dispersion à longue distance des mousses, à l'échelle intercontinentale,.

Capables de tirer leurs nutriments de l'air et des aérosols, comme les lichens qu'ils accompagnent souvent, les bryophytes sont en tant que groupe taxonomique très ubiquistes. Grâce à de nombreuses adaptations, ils ont colonisé presque toute la planète, jusqu'aux zones subpolaires. Ils sont toutefois absents (plus que les lichens) du milieu marin, et des milieux extrêmement arides. Grâce à des spores aéroportées, ils comptent parmi les premières espèces à pouvoir coloniser les nouveaux habitats (ex : terrils, îles volcaniques nouvelles…)
De nombreuses espèces vivent sur le sol (terricoles), dans l'humus (humicoles) ou les milieux tourbeux (turficoles), d'autres sont saxicoles (ou devenues muricoles) ou épiphytes, ou encore se développent sur les bois morts tombés au sol (corticoles sur l'écorce). Dans les réserves naturelles et en forêt dans les îlots de sénescence, après une vingtaine d'années de non-gestion (« restauration passive »), le taux de bois mort au sol ré-augmente au profit des bryophytes notamment mais aussi de nombreux cortèges saproxylophages, chacun caractéristique de l'un des stades de décomposition du bois, et du type d'essence (bois dur, bois tendre, etc.) ou de situation (à l'ombre, au soleil, dans l'eau…).

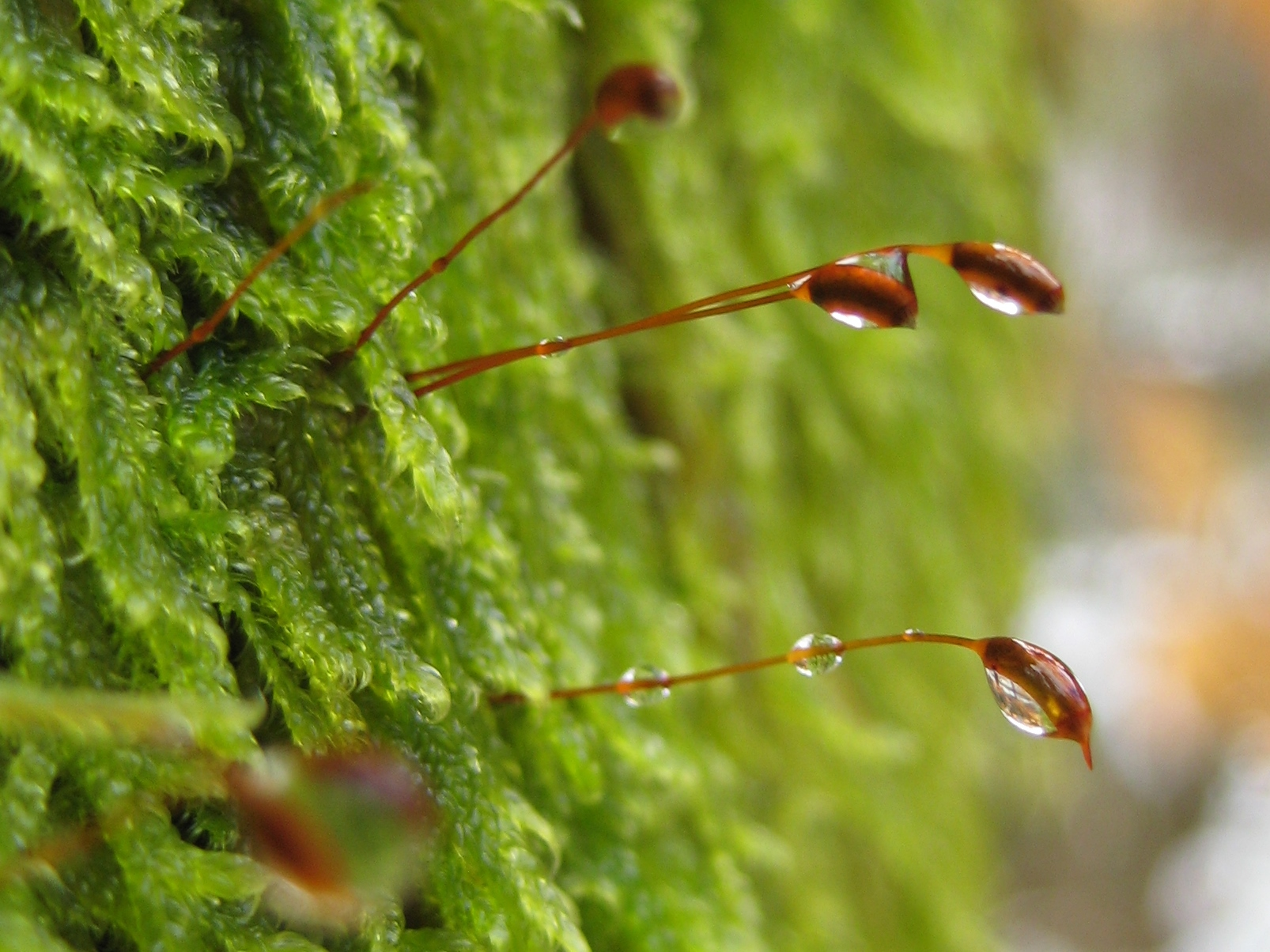
Hypne cyprès, espèce ubiquiste.
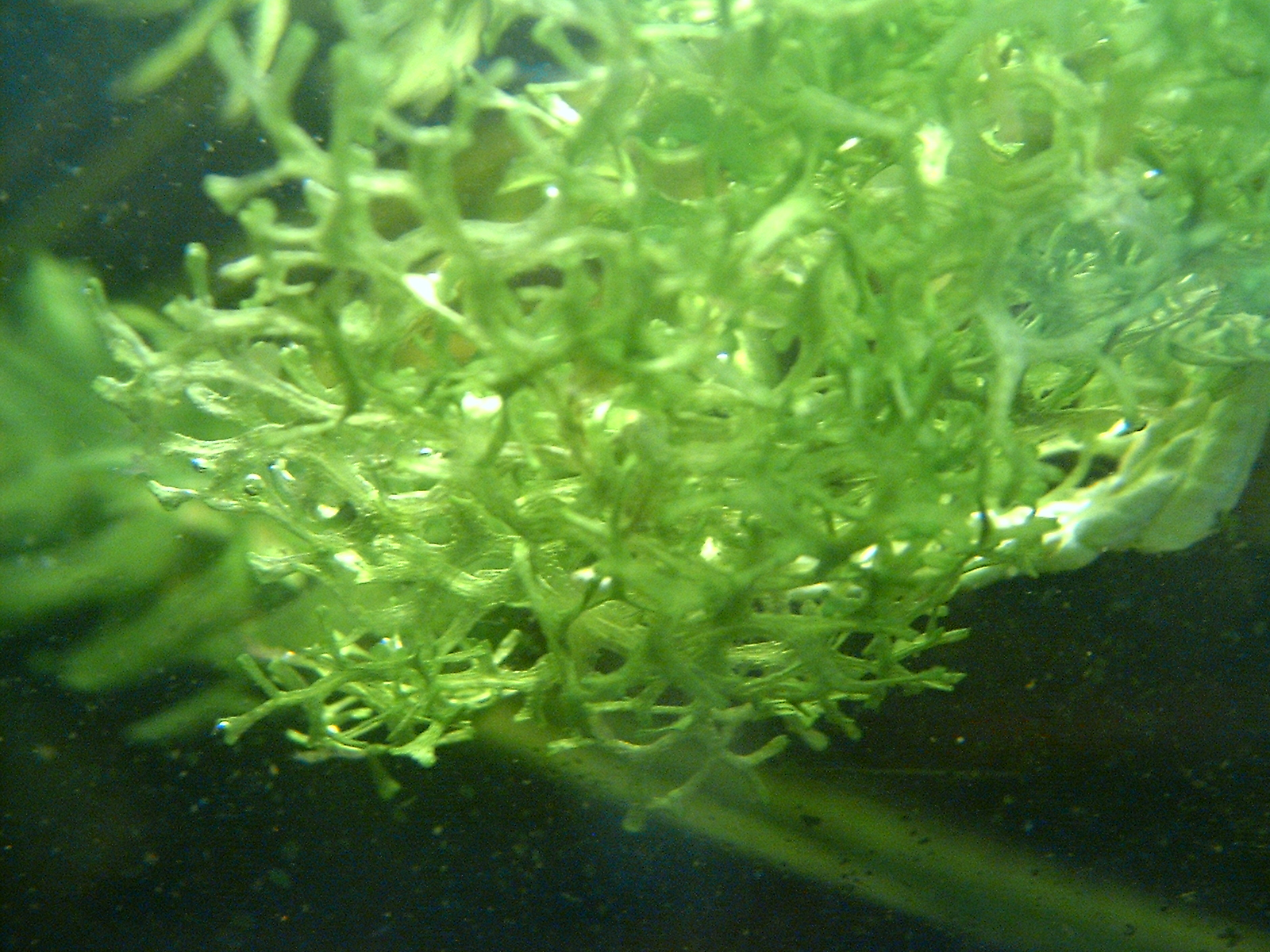
Riccia fluitans, hépatique flottante utilisée en aquariophilie pour l'oxygénation de l'eau.
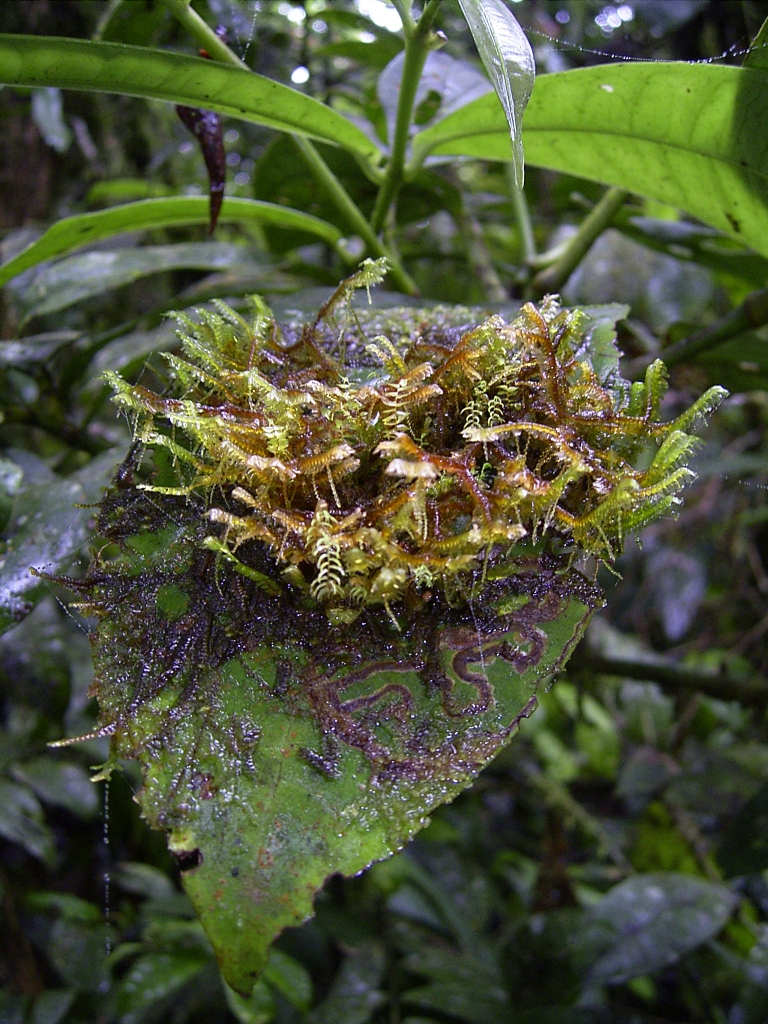
En zone tropicale ou tempérée très humide, les mousses épiphytes peuvent recouvrir, parfois en plusieurs couches, les feuilles (mousse épiphylle) comme les écorces (mousse corticole).
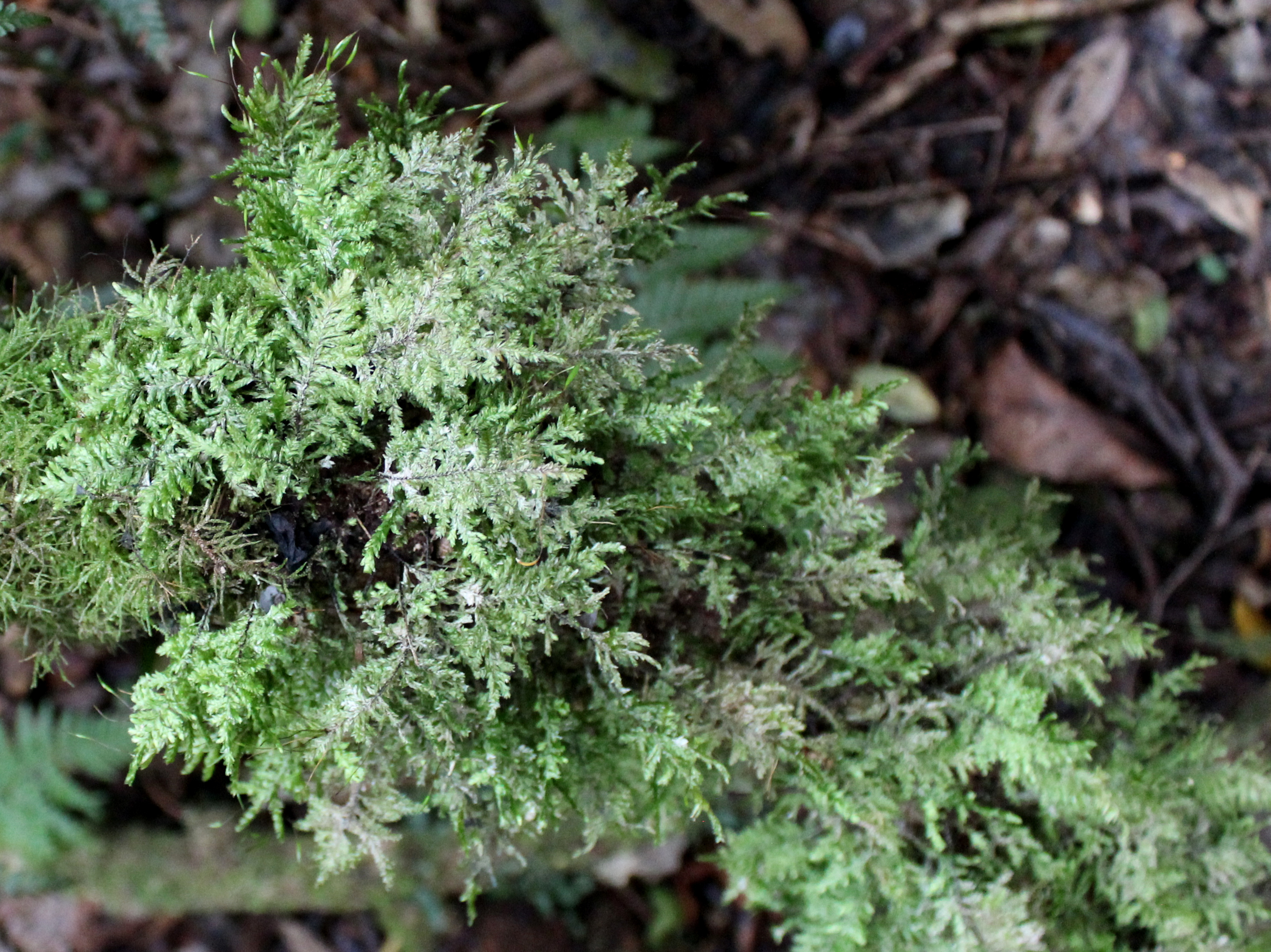
Eurhynchium praelongum (en)[Note 13], l'Eurhynchie allongée, plante vivace à tige rampante, humo-terricole[49].
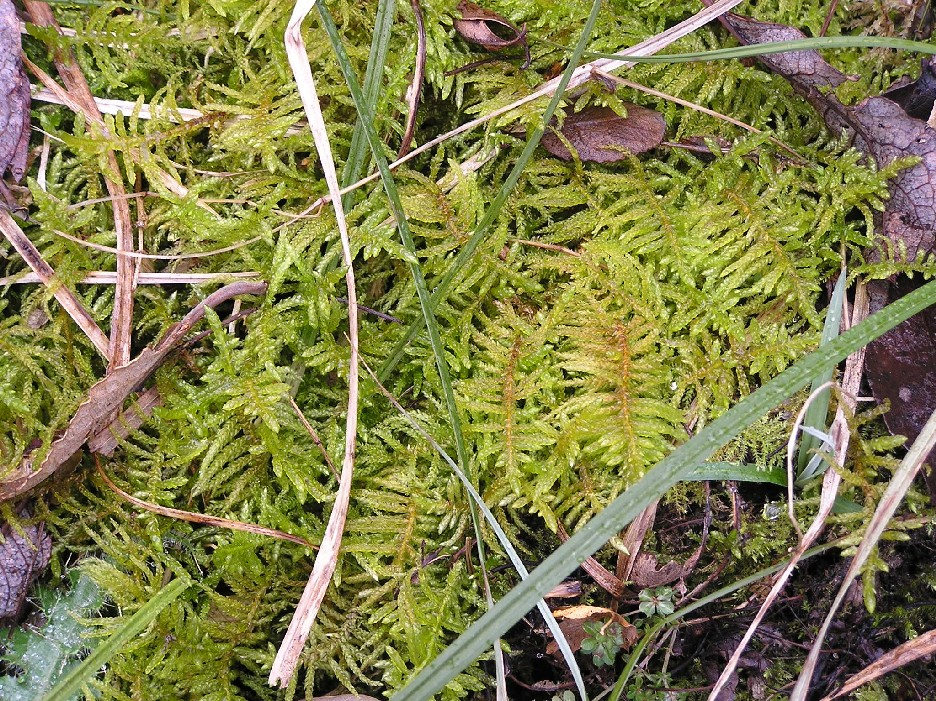
Mousse des jardiniers, espèce humicole.
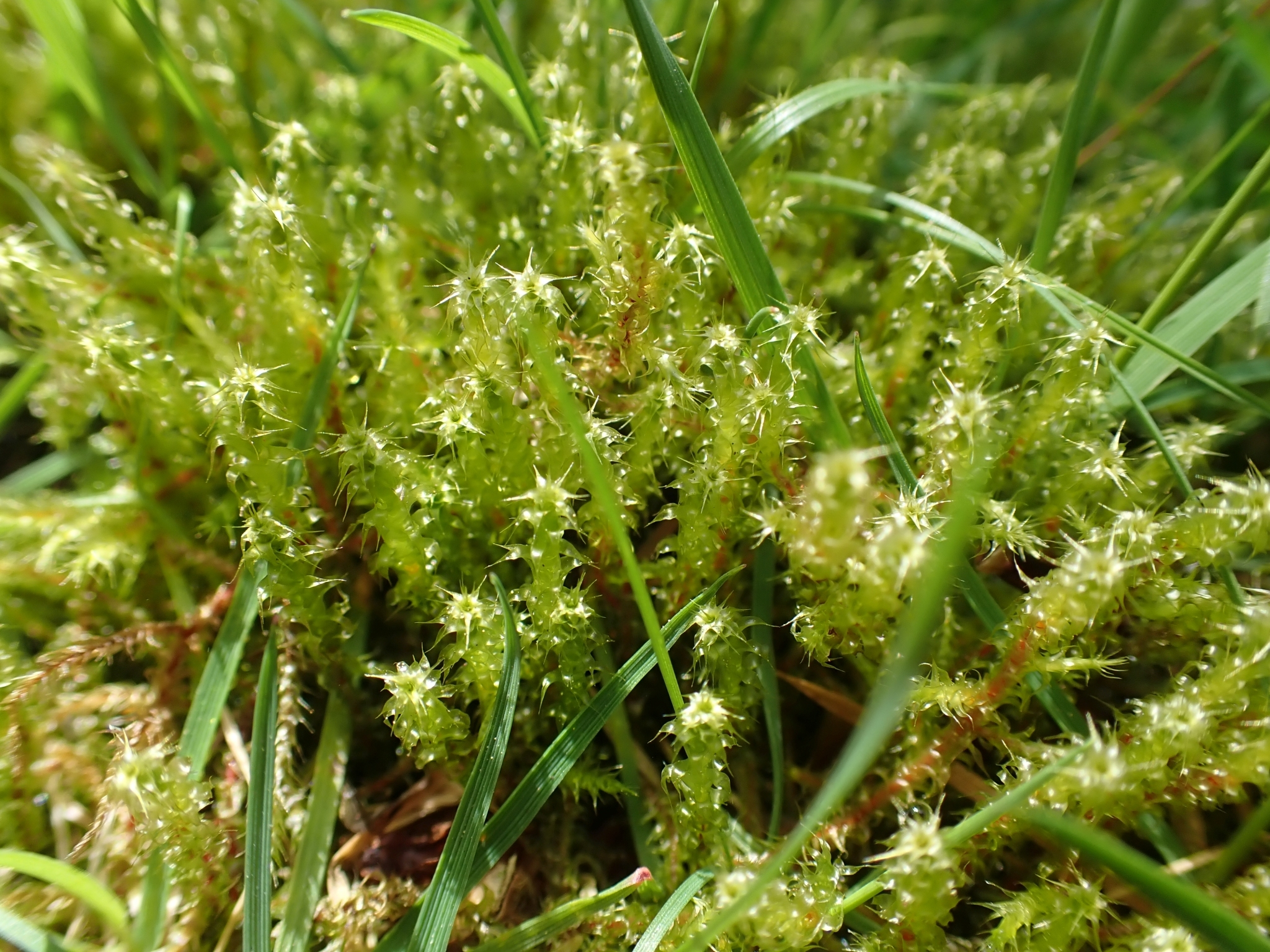
Rhytidiadelphus squarrosus (en) (l'Hypne squarreux), une des mousses les plus communes des jardins[Note 14].
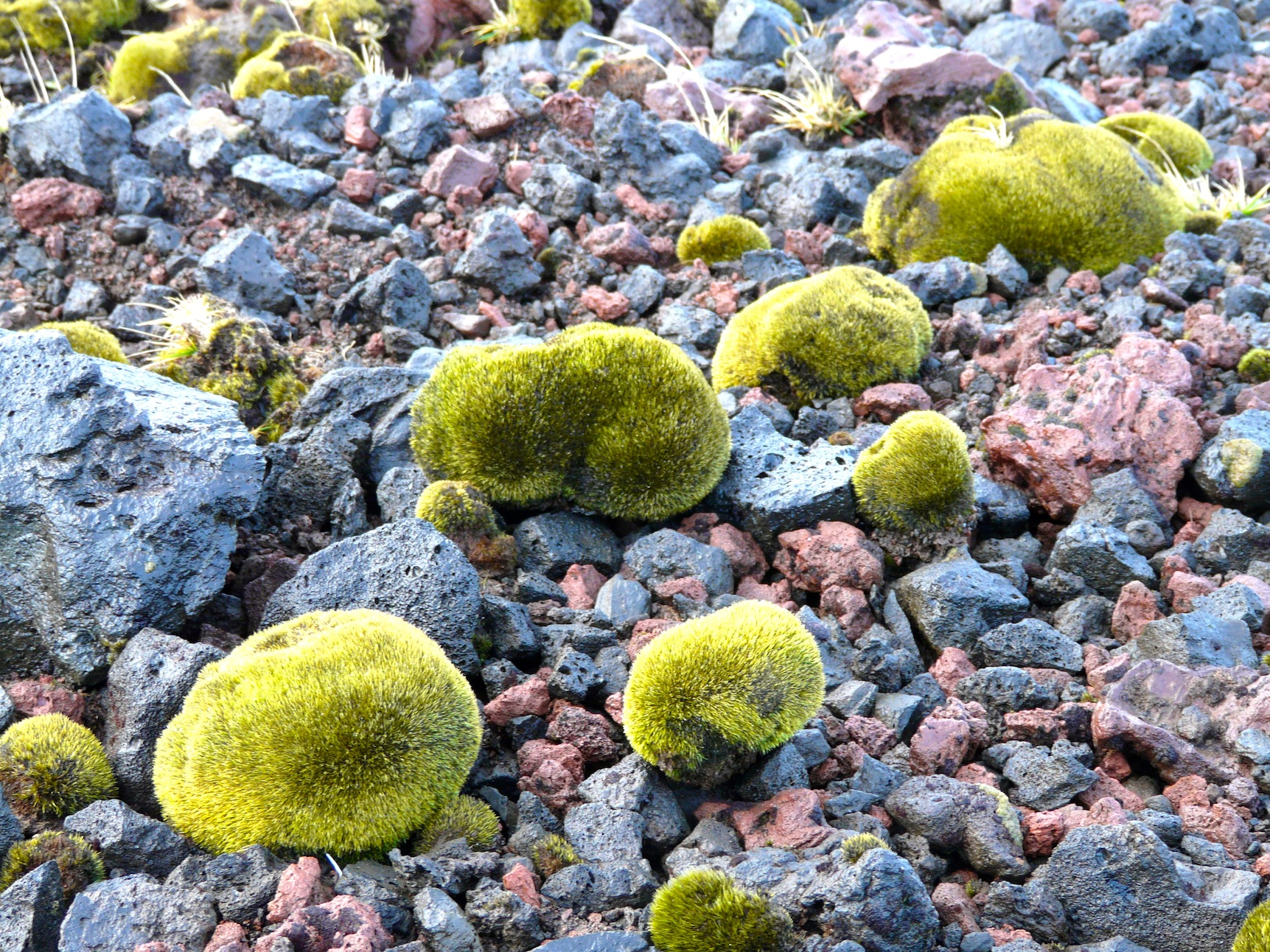
Mousses de glacier (en) dont les boules peuvent se déplacer de 2,5 cm par jour[51].

Cas de mimétisme avec les mousses
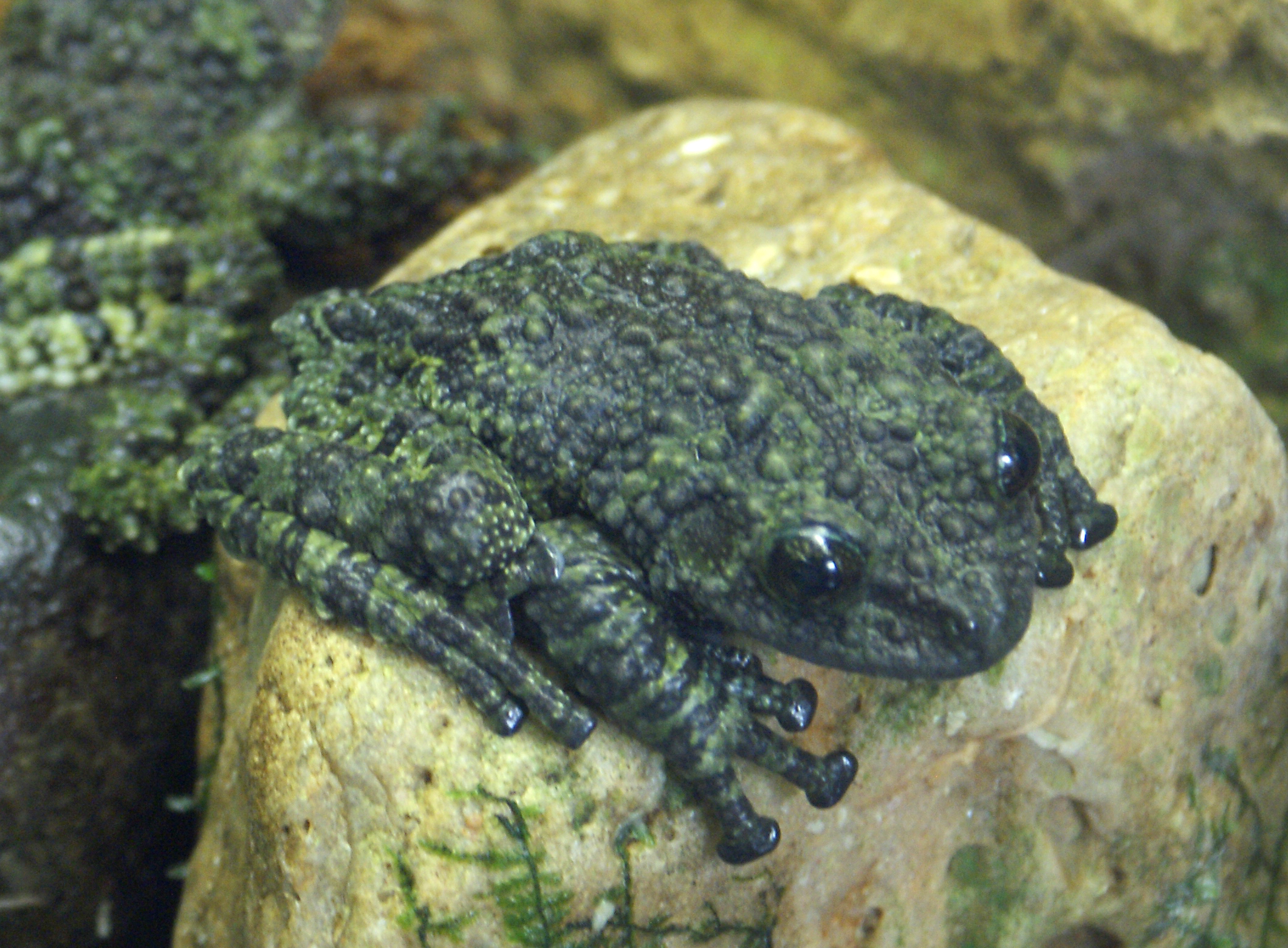
Grenouille mousse.
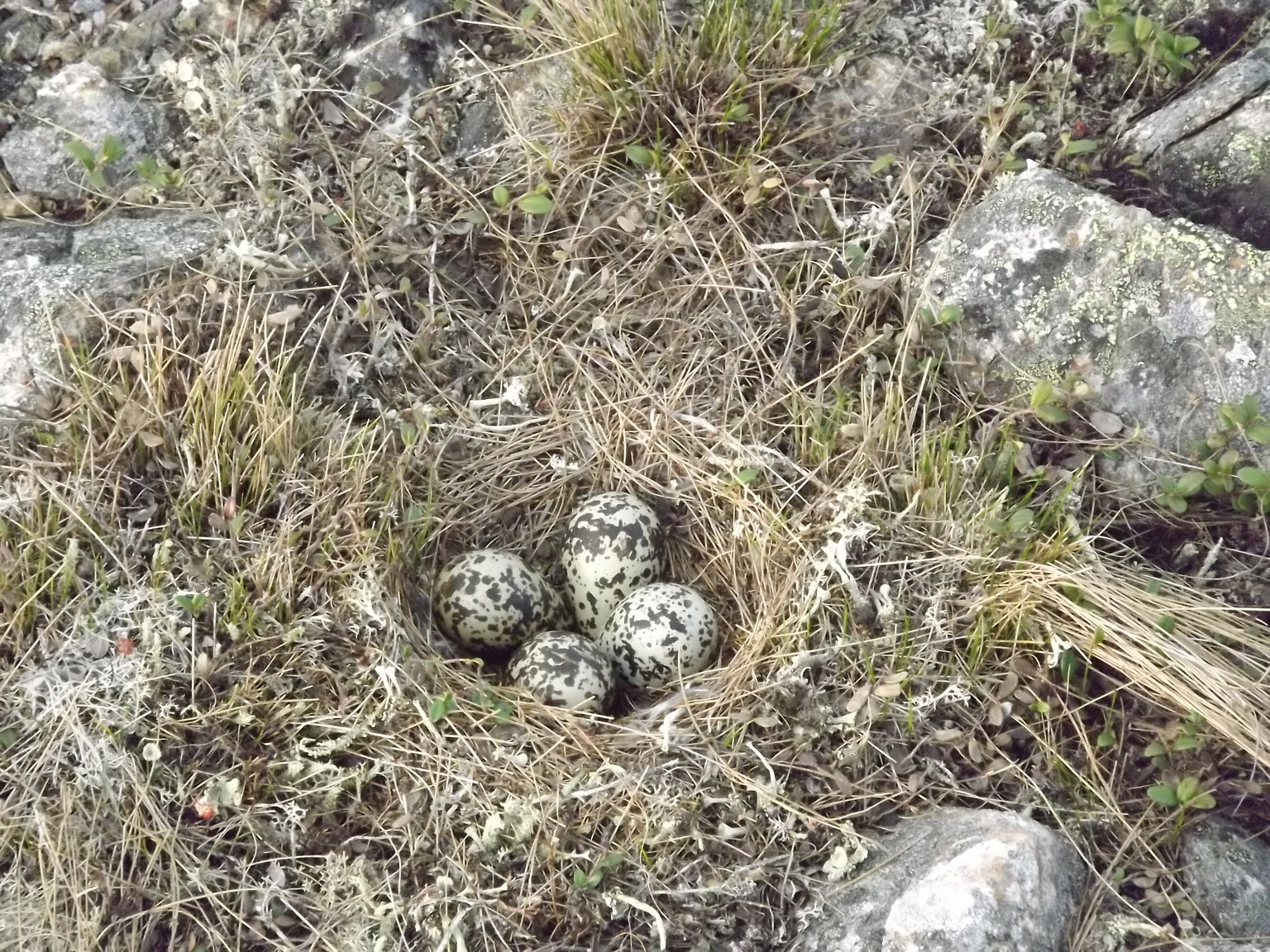
Œufs du pluvier doré très mimétiques avec les mousses.

## Écologie

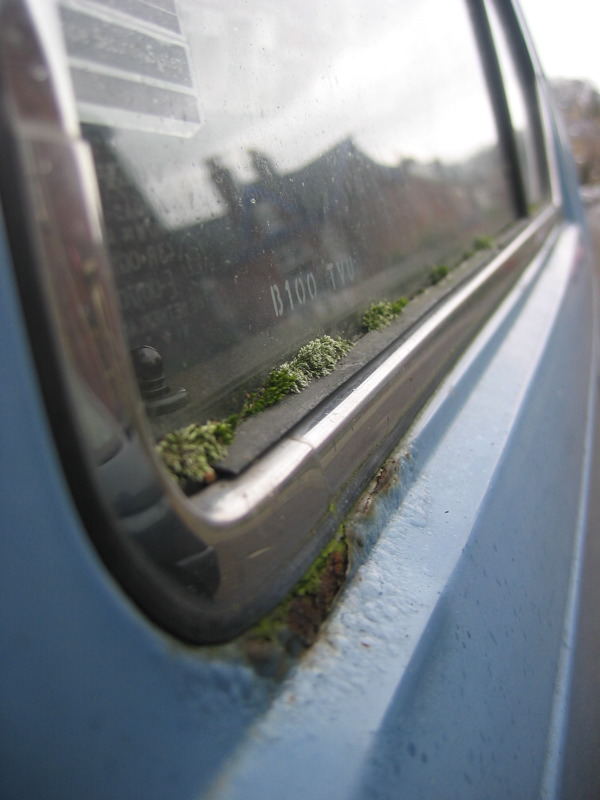
La nature offre une large palette de microhabitats qui peuvent être colonisés par le Bryum d'argent, espèce pionnière qui se développe dans les fentes et fissures entre les pavés, sur les arbres ou les voitures trop immobilisées.

Contrairement à une idée répandue, la mousse ne vit pas forcément sur la partie orientée au Nord d'un arbre. Elle pousse de préférence sur le côté du tronc le plus humide (variant selon l'inclinaison du tronc, les conditions d'humidité et du vent) et le plus abrité du soleil, et peut même former un manchon autour des troncs dans les lieux très humides.

Turgescentes, les mousses se gorgent d'eau, un kilogramme de bryophyte sèche pouvant retenir 15 litres d'eau (les capacités d'absorption étant maximisées chez les sphaignes dont un kg peut retenir 70 à 75 litres d'eau).
Les Bryophytes sont généralement autotrophes par photosynthèse grâce aux cellules pourvues de chlorophylle. Certaines en sont dépourvues, telle l'hépatique Cryptothallus mirabilis qui vit sous d'autres mousses en milieu bois. Parasite sur un champignon du genre Tulasnella (lequel forme une ectomycorhize avec des arbres du genre Betula ou Pinus), elle est l'unique hépatique non chlorophyllienne d'Europe et reste associée à des milieux naturels de très grande qualité.
Dans une certaine mesure, en empêchant physiquement des graines d'accéder au sol ou en limitant l'accès de la lumière aux graines déjà présentes dans les sols (spectre du rouge notamment, qui déclenche la germination de certaines graines) et/ou par allélopathie, les tapis de mousses peuvent éliminer ou sélectionner certaines espèces ; par exemple dans une pelouse calcaire néerlandaise (et de même en conditions contrôlées en serre), un tapis dense de mousses sur le sol réduit jusqu'à 30 % le nombre de plantules de certaines espèces phanérogames.
Les mousses ont un pouvoir absorbant et isolant mis à profit par les rongeurs qui utilisent ce matériau pour tapisser leurs terriers ou par les oiseaux pour leurs nids. Lors de relevés bryophytiques, les bryologues ont distingué 65 espèces de mousses qui garnissaient le nid de passereaux comme les mésanges. Plus de la moitié de la masse de leurs nids est composé de mousses.
Malgré le pouvoir nutritif des mousses identique aux plantes vasculaires et le fait qu'elles offrent un habitat à de nombreux invertébrés, elles sont très peu consommées par les herbivores, notamment en raison de la synthèse de composés peu digestes voire inappétents (tanins, terpénoïdes) qui interviennent probablement dans des réactions de défense contre les herbivores. Elles servent de nourriture à quelques espèces de coléoptères, orthoptères, collemboles, chenilles ou pucerons Elles sont plus consommées dans les régions de haute latitude où elles dominent la végétation (zones arctiques et toundras) où elles font partie du régime alimentaire hivernal des ruminants comme le renne et le bœuf musqué.

## Services écosystémiques

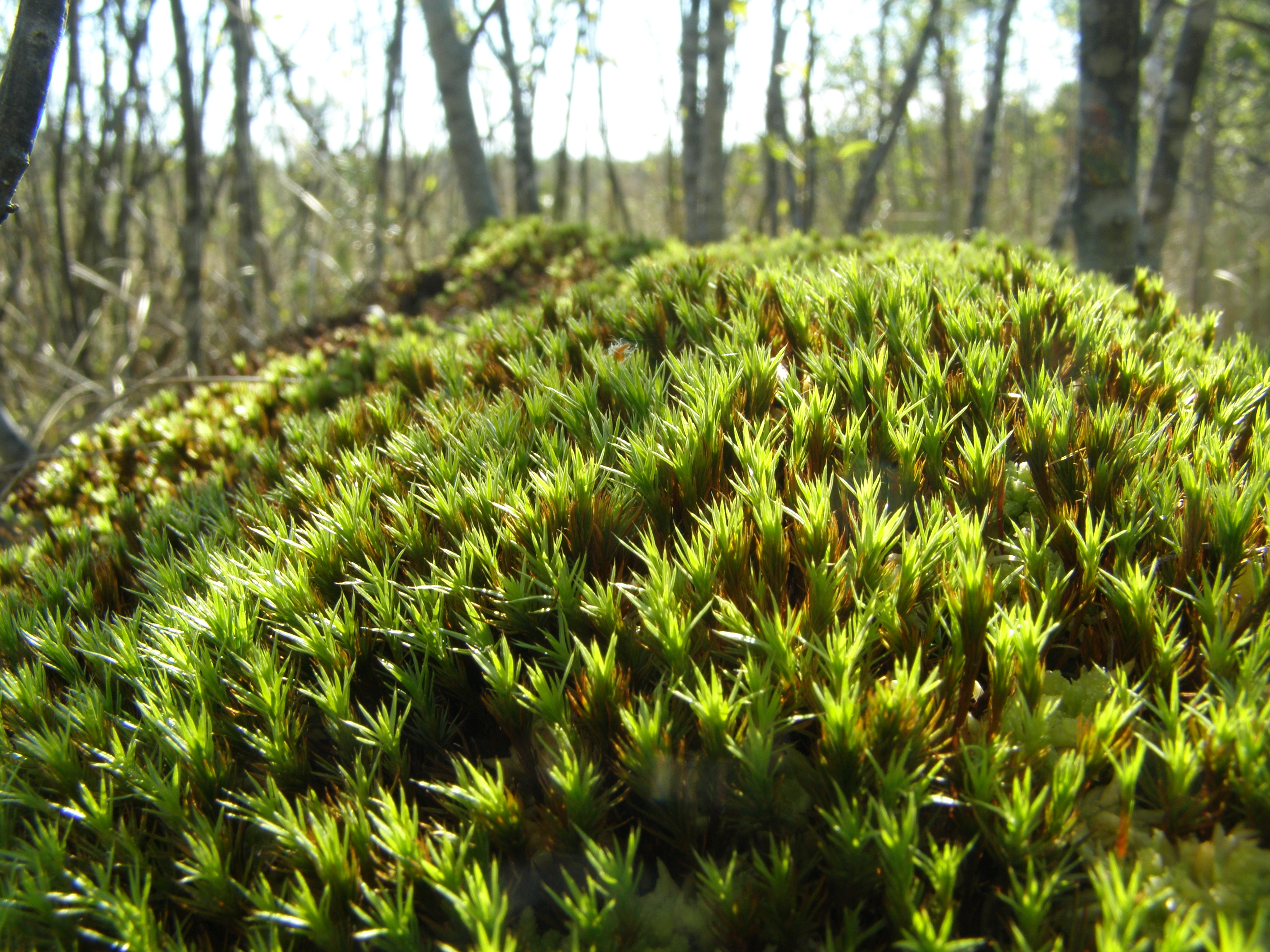
De rares mousses comme le Polytric commun peuvent constituer jusqu'à 40 % du régime alimentaire des lemmings en hiver qui consomment les capsules riches en spores dont la concentration en lipides peut dépasser 30 %.

Les mousses fournissent de nombreux services écosystémiques.
Espèces ingénieures, elles ont la capacité, en s'installant, de créer des micro-habitats qui hébergent une diversité faunistique (un mètre carré de mousses abrite des milliers d'espèces de vers, acariens, rotifères, collemboles, tardigrades, pseudoscorpions, et une entomofaune riche de coléoptères, fourmis) et floristique (lichen, épiphytes telle que les Hyménophyllacées et les orchidées) importantes. Une seule mousse peut abriter des dizaines d'espèces d'invertébrés. Les mousses servent également de site de reproduction à des insectes et acariens.
Lorsque les conditions le permettent, les mousses non ramifiées s'installent en colonies formant des tapis et des coussins. À partir des débris issus de la décomposition des micro-organismes hébergés et de la dégradation naturelle des brins à partir de la base de ces colonies, les mousses créent un micro-humus qui favorise leur développement ainsi que celui d'autres espèces végétales.
Elles ont pris une place dans le quotidien des humains (serviettes hygiéniques en sphaignes, couches, papier toilette, carburant en Europe, costumes traditionnels en Nouvelle Guinée), en médecine (utilisées en Chine pour leurs vertus médicinales), en agriculture (engrais, phytosanitaire), dans leur foyer (remplissage de matelas ou d'oreiller, calfeutrage des habitations en bois, toits végétalisés pour l'isolation, plantes ornementales en aquariophilie) ou dans la construction navale (calfatage des embarcations),. Les chercheurs ont trouvé chez les bryophytes des antibiotiques, des antifongiques, des hormones végétales, des anti-tumoraux.

## Biosurveillance, environnement et pollution

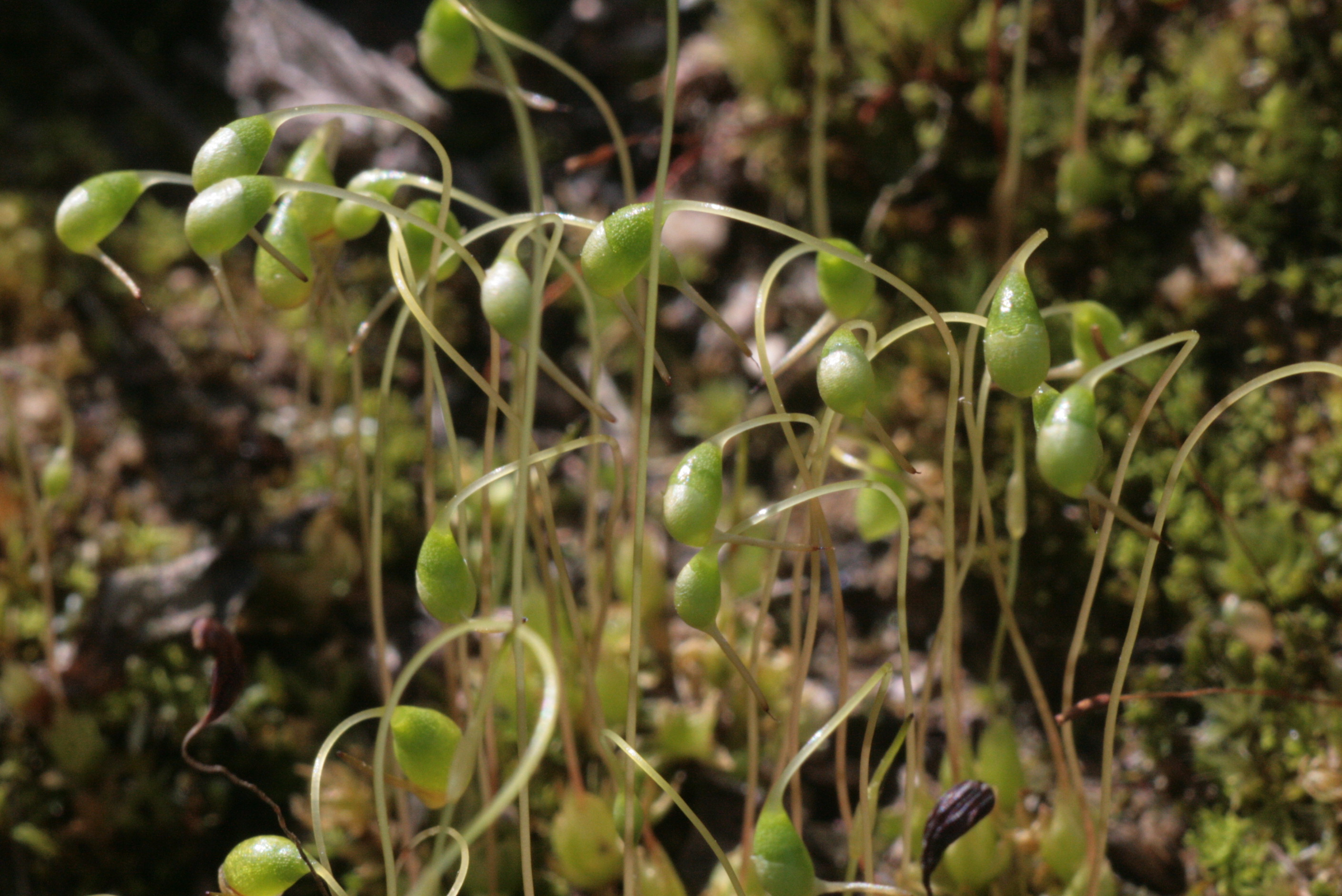
La funaire hygromètre, appelée aussi « mousse de feu » ou « Funaire charbonnière », est une espèce indicatrice de place à feu (feu de camp, brûlage de débris).

Les bryophytes, et les mousses en particulier tirent l'essentiel de leur nourriture de l'air et des nutriments apportés par l'eau atmosphérique, par la pluie ou les dépôts de particules et aérosols. En raison notamment de leurs grandes capacités d'absorption d'eau et de minéraux passivement, de leur tissu épidermique faiblement cutinisé et constitué le plus souvent d'une seule couche de cellules à paroi mince (ce qui permet d'accroître la capacité d'échange), et de parois cellulaires contenant de nombreux sites de fixation chargés négativement qui capturent les cations métalliques, de nombreux bryophytes sont vulnérables à l'acidification de l'air, à sa pollution et à l'eutrophisation des milieux.

Ils jouent à ce titre un rôle important dans l'épuration de l'air, mais aussi en matière d'accumulation de certains polluants (métaux lourds et radionucléides notamment). Ce sont aussi des organismes pionniers de succession (capables de croître sur des sols squelettiques et de fournir de l'humus pour les communautés suivantes) importants dans les processus de résilience écologique.

Ils sont moins sensibles à la continuité temporelle de l'état forestier que les lichens.
Les espèces les plus sensibles aux polluants acides et aux pesticides véhiculés par l'air ont parfois disparu de tout ou partie de leur habitat naturel. Depuis les années 1960, certaines espèces sensibles ou résistantes sont utilisées comme des bioindicateurs ou des biointégrateurs, en matière de qualité thermohygrométrique de l'air notamment ou de contaminations métalliques (cas des bryophytes aquatiques ou urbaines),. Parmi les bioaccumulateurs végétaux et animaux, les mousses sont ceux qui répondent le mieux aux critères exigibles pour l'obtention d'une bonne information sur le degré de contamination métallique des cours d'eau. Elles permettent notamment de cartographier la pollution présente et d'un passé récent. On les a utilisées par exemple pour cartographier des pollutions par le plomb ou le cadmium.
Ils ont aussi été utilisés comme indicateurs de changement climatique récent.

## Histoire évolutive
Pour un article plus général, voir histoire évolutive des végétaux.

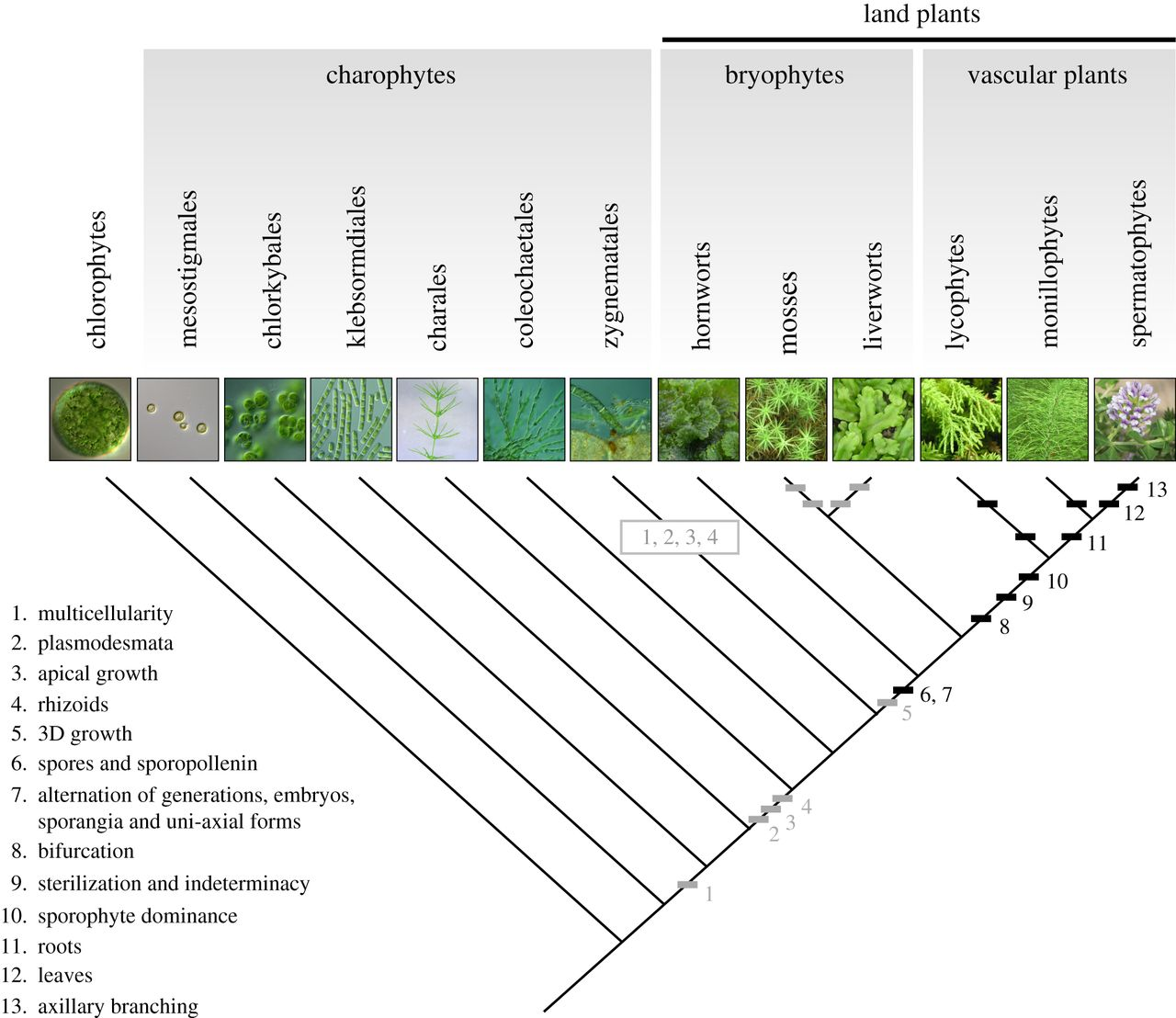
Évolution des plans d'organisation des plantes terrestres. Innovation gamétophytique (barre grise) et sporophytique (barre noire) en lien avec le développement de ces plans d'organisation.

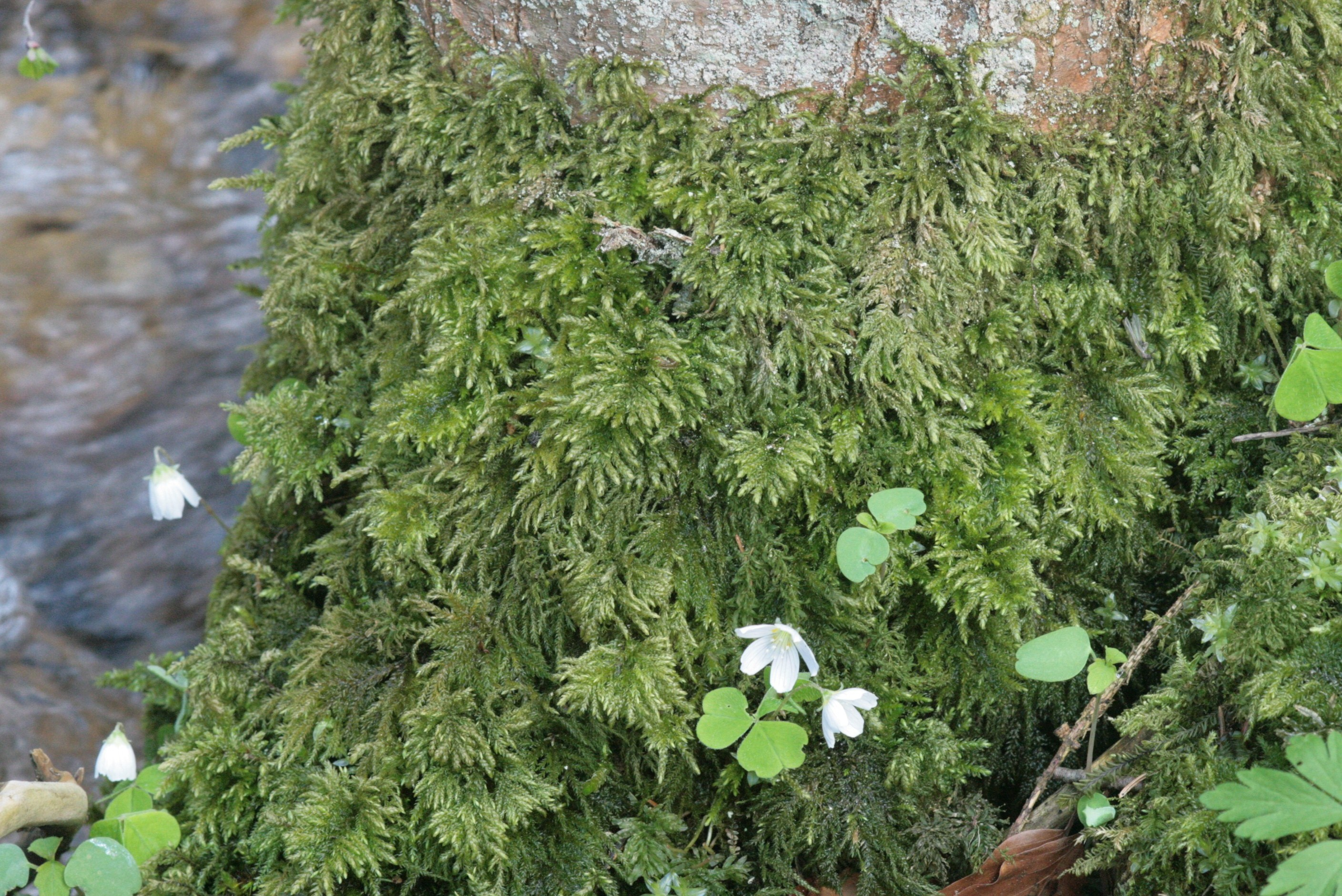
La Thamnie queue de renard est une petite mousse terrestre mais au fond du Léman, un spécimen atteint 35 m de longueur.

Le fossile de mousse Pallavicinites devonicus, daté du dévonien supérieur (environ 350 millions d'années), rappelle que les embryophytes (i.e. les plantes terrestres) sorties des eaux il y a environ 450 millions d'années sont probablement issues d'algues vertes du groupe des charophytes, qui ont évolué en eau douce et sont capables de supporter des émersions temporaires grâce à ces associations symbiotiques (bactéries, micro-algues et micro-champignons).
Les premiers phylums à émerger au sein des bryophytes sont respectivement et successivement les hépatiques à thalle, les anthocérotes et les mousses vraies.
La conquête du milieu terrestre exige un certain nombre d'adaptations qui sont toujours présentes chez les mousses actuelles. Faisant partie des premières plantes terrestres pour qui l'eau et le gaz étaient les facteurs limitants, elles avaient certainement peu de possibilités de contrôler leur teneur en eau (absence de stomates au niveau de l'axe feuillé, mince cuticule). Ne possédant ni de vrais vaisseaux conducteurs, ni de véritables racines, ni d'organes de stockage, elles ont développé plusieurs adaptations : grande capacité d'absorption de l'eau (elles fonctionnant pour la plupart comme une éponge), tolérance à la dessiccation et capacité de reviviscence lorsque les conditions extrêmes (sécheresse, climat…) qu'elles ont dû endurer sont terminées, ce qui explique que les bryophytes se sont autant affranchies du milieu aquatique que les végétaux vasculaires, beaucoup de mousses survivant dans des milieux secs (par exemple les espèces pionnières capables de coloniser les roches nues, les déserts chauds et froids, les toits ensoleillés des maisons). Elles ont toujours besoin d'eau (par exemple de pluie) pour leur reproduction sexuée aquatique. L'absence de tissus conducteurs pose des problèmes de soutien en raison de la poussée d'Archimède réduite en milieu aérien, d'où leur petite taille qui ne dépasse généralement pas 7 cm et leur forme compacte qui permet à leur appareil végétatif d'acquérir un port dressé qui complète les autres ports typiques (rampant, en coussinet, en lames foliacée),. Elles disposent de rhizoïdes assurant l'ancrage, tandis que l'absorption de l'eau et des minéraux est réalisée par une symbiose fongique avec l'équivalent de mycorhizes.
Peu de changements morphologiques sont observés depuis les fossiles jusqu'aux formes actuelles, ce qui fait des bryophytes le groupe le plus stable morphologiquement des plantes terrestres.
Les anthocérotes forment un lien important pour l'étude de l'évolution des plantes car il représente un groupe frère des végétaux vasculaires. Ils montrent le passage de la phase gamétophytique dominante au profit du sporophyte dominant des plantes vasculaires (réduction de taille mais aussi du temps de vie du gamétophyte), conduisant au succès évolutif des plantes à fleurs. Une hypothèse est que la réduction de cette phase gamétophytique du cycle biologique au cours de la conquête des terres (milieu difficile) pourrait être que la diploïdie du sporophyte autorise le masquage de l'expression de mutations délétères (provenant d'une exposition aux UV) par complémentation génétique,.

## Taxinomie
Le sous-règne des Bryobiotina a été nommé par le botaniste italien Vittore Benedetto Antonio Trevisan de Saint-Léon en 1876, initialement sous le nom Bryophytae.
Liste des divisions (ou phylums) du sous-règne des Bryobiotina (du règne des Chlorobiota) selon J. M. Glime, 2017, Novikoff et Barabasz-Krasny, 2015 et la World Flora Online (WFO) (5 janvier 2024) :
- Anthocerotophyta Stotl. et Crand.-Stotl. - les anthocérotes
- Bryophyta Schimp. - les mousses
- Marchantiophyta Stotler et Crand. - les hépatiques ou marchantiophytes

Le Catalogue of Life (5 janvier 2024) et bryonames.org ajoutent la division fossile des †Langiophytophyta Doweld, 2001.
Selon Tropicos (13 juin 2023) (attention liste brute contenant des synonymes) :
- Anthocerotophyta Stotler & Crand.-Stotl., 1977
- Bryophyta Schimp., 1879
- Hepaticophyta H.C. Bold ex Stotler & Crand.-Stotl., 1977
- Hepatophyta H.C. Bold ex Stotler & Crand.-Stotl., 1977
- Hepatophyta H.C. Bold, 1957
- † Langiophytophyta Doweld, 2001
- Marchantiophyta Stotler & Crand.-Stotl., 2000
- Monosporangiophyta S. Majumdar, 2020
- Mstikhinia Mosseichik, Ignatov & Ignatiev, 2007
- Sphagnophyta H.A. Crum, 2001
- Takakiophyta Crand.-Stotl., 1986

Avec près de 25 000 espèces de mousses et sphaignes, 9 000 espèces d'Hépatiques (Marchantiophytes) et 300 espèces d'anthocérotes, les bryophytes constituent le second groupe de végétaux terrestres, après les Dicotylédones. En France, près de 1 300 espèces sont connues, le pays comptant de nombreux taxons très rares.
La phylogénétique moléculaire actuelle remet en cause les caractères morphologiques utilisés pour la classification classique, en montrant qu'il y a souvent une homoplasie substantielle dans plusieurs de ces caractères employés pour définir des genres, des familles et des sous-ordres.

## État, pression et menaces sur les populations
Certaines espèces ont disparu de régions entières, ou doivent être considérées comme rares, menacées ou en danger (une liste rouge de bryophytes a par exemple été publiée pour le Luxembourg).
D'autres sont devenues envahissantes.

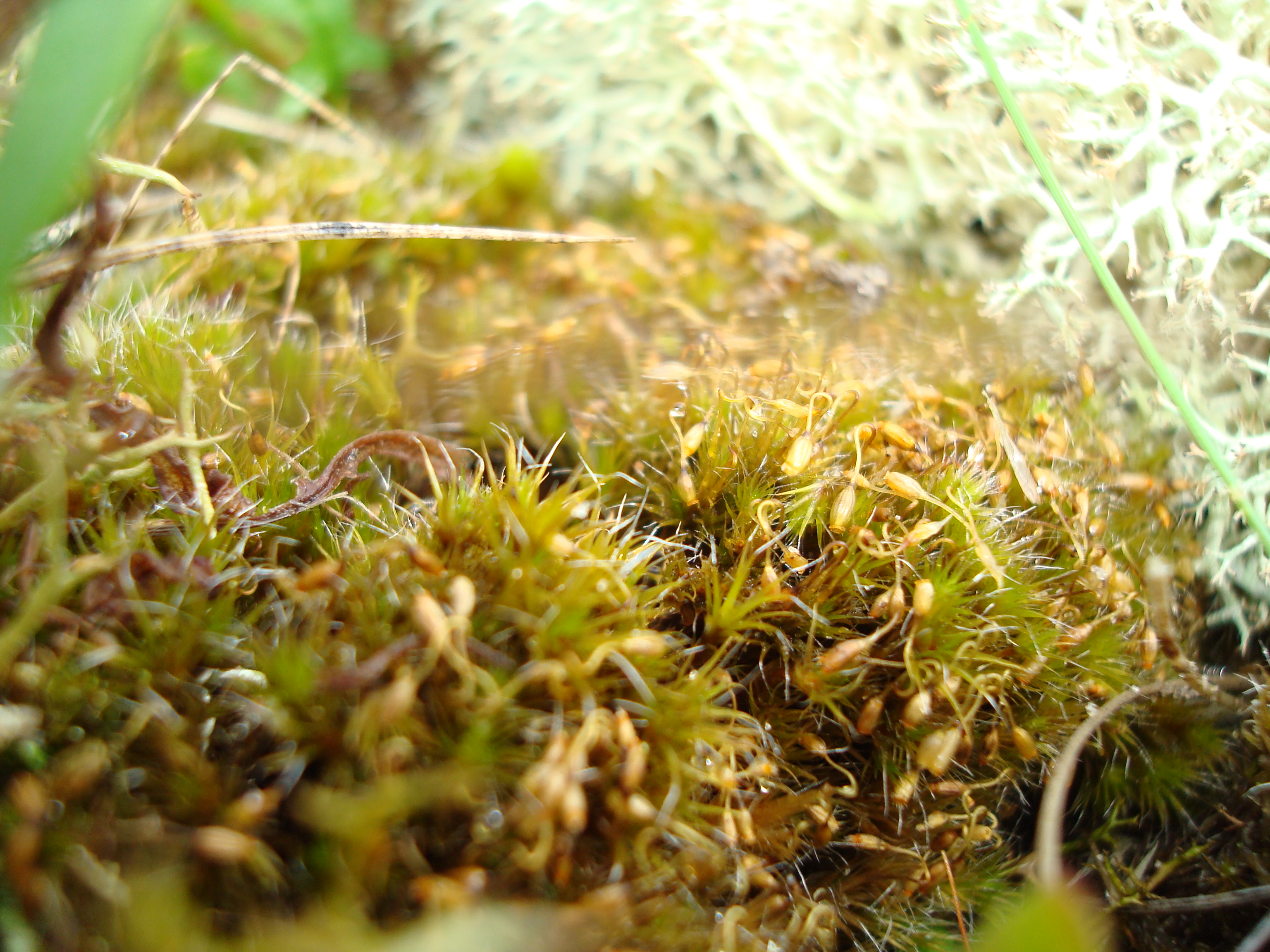
Le Campylope réfléchi devenu envahissant en Europe et en Amérique du Nord.
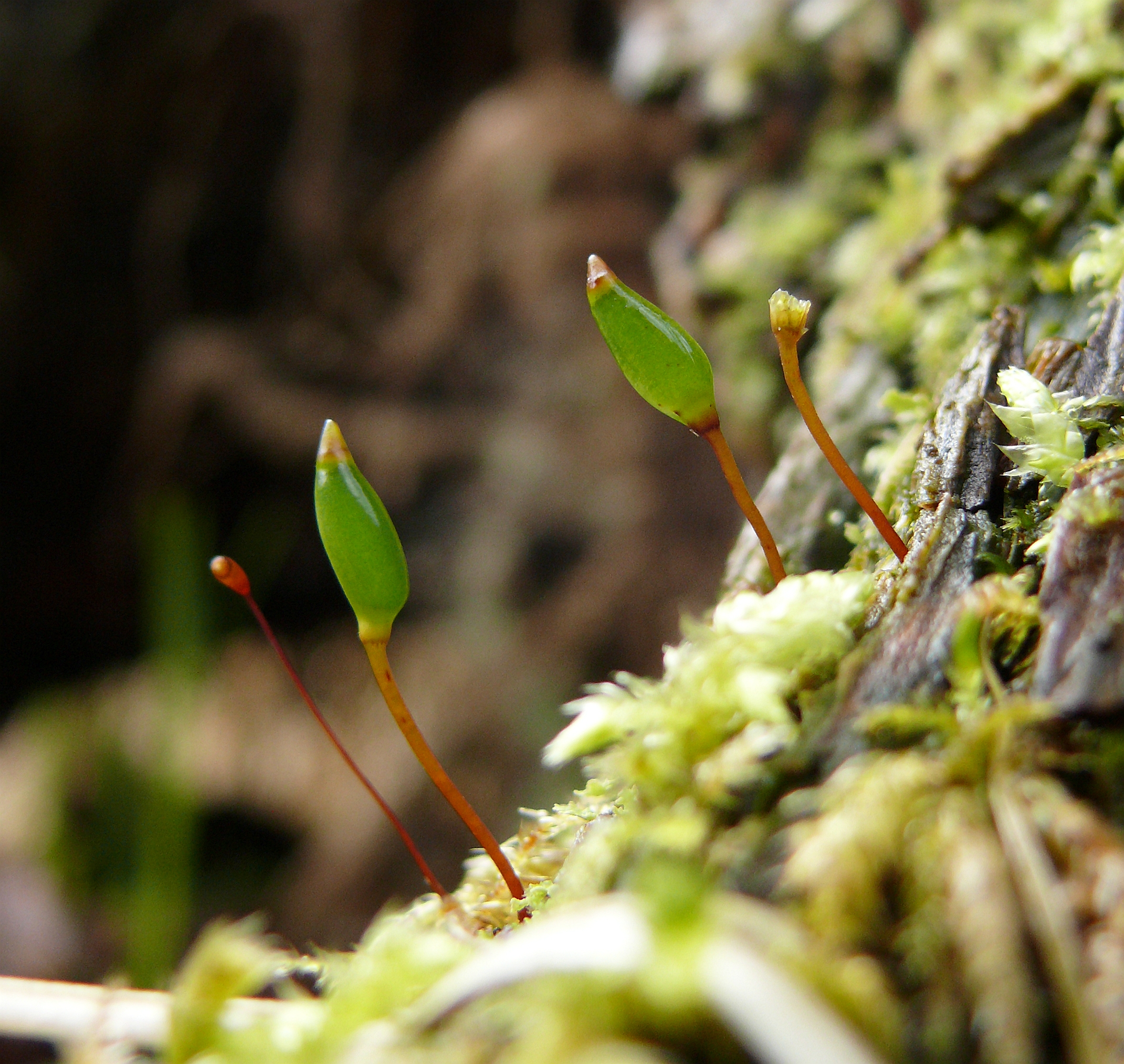
Buxbaumia viridis, espèce protégée en France.